# Le Fleix
Cet article concerne une commune de la Dordogne. Pour la commune de la Vienne, voir Fleix.
Le Fleix [lə flɛ] est une commune du Sud-Ouest de la France située dans le département de la Dordogne, en région Nouvelle-Aquitaine.
Elle est connue pour la paix du Fleix qui y fut signée le 26 novembre 1580, au cours des guerres de Religion, et aussi pour être le berceau de la famille de Jacques Reclus.

## Géographie

### Généralités

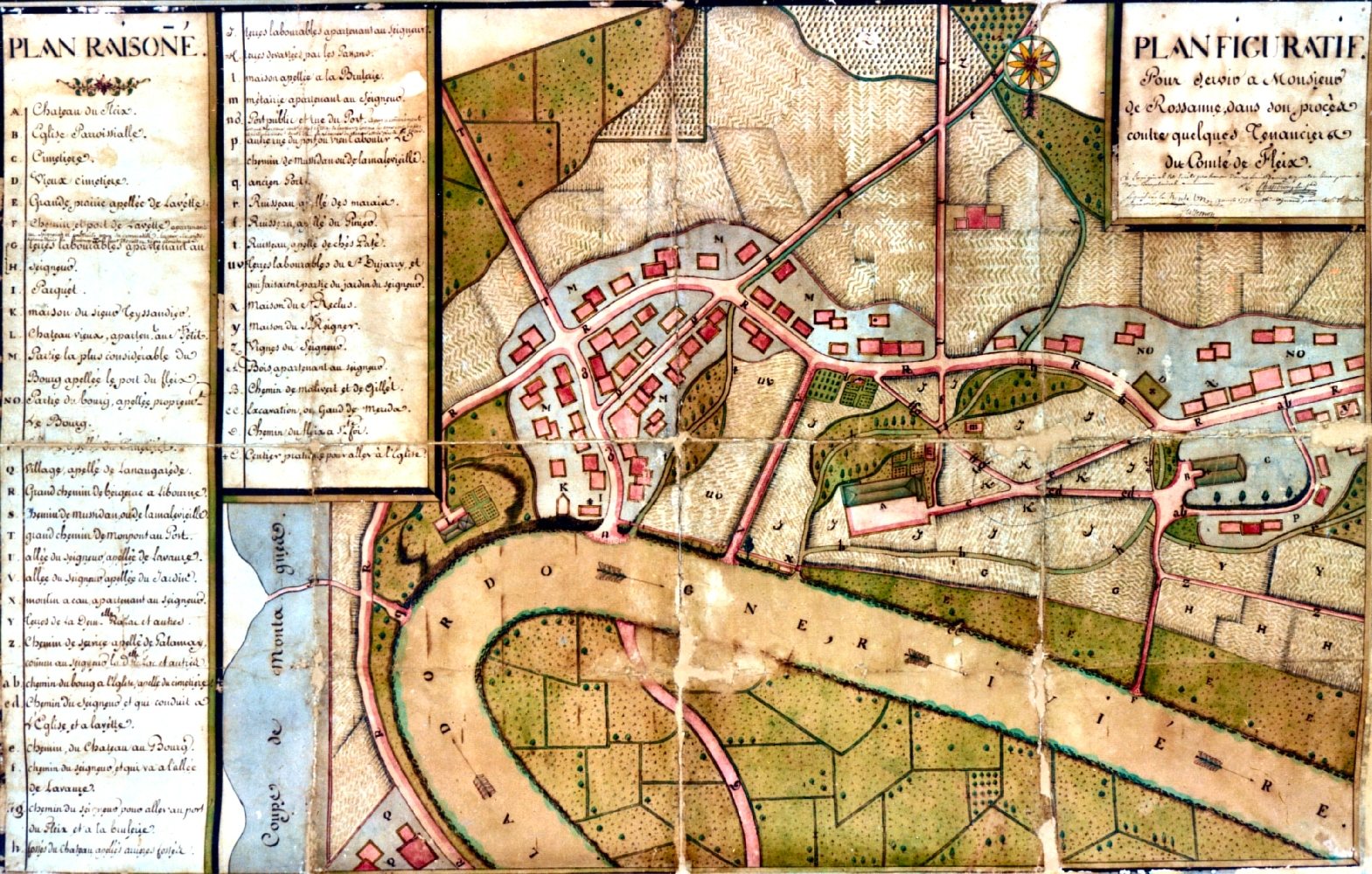
Plan de 1778.

Dans le quart sud-ouest du département de la Dordogne, la commune du Fleix est limitrophe du département de la Gironde. Elle est incluse dans l'unité urbaine de Bergerac et dans son aire d'attraction. Elle est bordée au sud par la Dordogne en un lieu où celle-ci fait une inflexion prononcée. C'est probablement à cette caractéristique que la commune doit son nom qui viendrait du latin flexus,.
Elle est implantée dans une plaine alluviale, bordée au nord et à l'ouest par des collines argilo-calcaires. Ces dernières obligent la Dordogne à effectuer un quasi demi-tour. En amont de ce méandre, le lit de la rivière, large et peu profond, permettait le passage à gué en période de basses eaux.
Ses coteaux ensoleillés se prêtent particulièrement bien à la culture de la vigne.
À l'intersection de la route départementale (RD) 20 (axe Libourne - Bergerac) et de la RD 32 (axe Sainte-Foy-la-Grande - Mussidan) le bourg du Fleix se situe, en distances orthodromiques, quatre kilomètres et demi au nord-est de Sainte-Foy-la-Grande et seize kilomètres au sud-sud-est de Montpon-Ménestérol.
Entre Port-Sainte-Foy-et-Ponchapt et Saint-Pierre-d'Eyraud, le sentier de grande randonnée GR 6D borde ou traverse le territoire communal sur p!us de dix kilomètres, dont un kilomètre et demi à l'ouest faisant tronçon commun avec le GR 646.

### Communes limitrophes
Le Fleix est limitrophe de quatre autres communes, dont une en Gironde. Au sud-ouest, le territoire de Pineuilh, en Gironde, est éloigné de moins de 350 mètres.
|                             | Monfaucon                          |                       |
| Port-Sainte-Foy-et-Ponchapt | du Fleix                           | Saint-Pierre-d'Eyraud |
|                             | Saint-Avit-Saint-Nazaire (Gironde) |                       |

### Géologie et relief

#### Géologie
Situé sur la plaque nord du Bassin aquitain et bordé à son extrémité nord-est par une frange du Massif central, le département de la Dordogne présente une grande diversité géologique. Les terrains sont disposés en profondeur en strates régulières, témoins d'une sédimentation sur cette ancienne plate-forme marine. Le département peut ainsi être découpé sur le plan géologique en quatre gradins différenciés selon leur âge géologique. Le Fleix est située dans le quatrième gradin à partir du nord-est, un plateau formé de dépôts siliceux-gréseux et de calcaires lacustres de l'ère tertiaire.
Les couches affleurantes sur le territoire communal sont constituées de formations superficielles du Quaternaire et de roches sédimentaires datant du Cénozoïque. La formation la plus ancienne, notée e6-7, se compose d'argiles à Palaeotherium, des argiles carbonatées silteuses versicolores à niveaux sableux (Bartonien supérieur à Priabonien inférieur continental). La formation la plus récente, notée CFp, fait partie des formations superficielles de type colluvions indifférenciées de versant, de vallon et plateaux issues d'alluvions, molasses, altérites. Le descriptif de ces couches est détaillé dans  la feuille « no 805 - Sainte-Foy-la-Grande » de la carte géologique au 1/50 000 de la France métropolitaine, et sa notice associée.

Carte géologique du Fleix.

#### Relief et paysages
Le département de la Dordogne se présente comme un vaste plateau incliné du nord-est (491 m, à la forêt de Vieillecour dans le Nontronnais, à Saint-Pierre-de-Frugie) au sud-ouest (2 m à Lamothe-Montravel). L'altitude du territoire communal varie quant à elle entre 6 m et 157 m,.
Dans le cadre de la Convention européenne du paysage entrée en vigueur en France le 1er juillet 2006, renforcée par la loi du 8 août 2016 pour la reconquête de la biodiversité, de la nature et des paysages, un atlas des paysages de la Dordogne a été élaboré sous maîtrise d’ouvrage de l’État et publié en octobre 2020. Les paysages du département s'organisent en huit unités paysagères et 14 sous-unités. La commune est dans le Bergeracois, une région naturelle présentant un relief contrasté, avec les deux grandes vallées de la Dordogne et du Dropt séparées par un plateau plus ou moins vallonné, dont la pente générale s’incline doucement d’est en ouest. Ce territoire offre des paysages ouverts qui tranchent avec les paysages périgourdins. Il est composé de vignes, vergers et cultures,.
La superficie cadastrale de la commune publiée par l'Insee, qui sert de référence dans toutes les statistiques, est de 18,05 km2,,. La superficie géographique, issue de la BD Topo, composante du Référentiel à grande échelle produit par l'IGN, est quant à elle de 17,99 km2.

### Hydrographie

#### Réseau hydrographique
La commune est située dans le bassin de la Dordogne au sein du bassin Adour-Garonne. Elle est drainée par la Dordogne, la Gouyne, le Barailler, la Charente, la Gane, la Patiole, la Rode, le ruisseau du Bigounin, le ruisseau du Cluzeau, le ruisseau du Peytavit, la Vieille Gouyne et par divers petits cours d'eau, qui constituent un réseau hydrographique de 42 km de longueur totale,.
La Dordogne, d'une longueur totale de 483,1 km, prend naissance sur les flancs du puy de Sancy (1 885 m), dans la chaîne des monts Dore, traverse six départements dont la Dordogne dans sa partie sud, et conflue avec la Garonne à Bayon-sur-Gironde, pour former l'estuaire de la Gironde,. Elle borde la commune au sud sur près de six kilomètres, face à Saint-Avit-Saint-Nazaire.
Défluent de l'Eyraud et affluent de rive droite de la Dordogne, le Barailler, sert de limite naturelle à la commune à l'extrême sud-est sur environ 500 mètres, face à Saint-Pierre-d'Eyraud.
Son affluent de rive droite, la Gouyne, ainsi que son bras occidental appelé la Vieille Gouyne, servent également de limite naturelle au nord-est et à l'est sur cinq kilomètres, face à la même commune.
Au nord-est, le ruisseau du Cluzeau — affluent de rive droite de la Gouyne — forme la limite communale sur près de 800 mètres, face à Monfaucon. Son affluent de rive droite le ruisseau du Bigounin sert de limite territoriale au sud avec Monfaucon sur deux kilomètres et demi.
Quatre autres affluents de rive droite de la Dordogne prennent leur source sur la commune qu'ils baignent :
- la Gane sur près de cinq kilomètres ;
- la Charente sur plus d'un kilomètre et demi ;
- la Patiole sur près de deux kilomètres et demi ;
- à l'extrême sud-ouest, la Rode qui sert sur toute sa longueur, soit près de deux kilomètres, de limite communale face à Port-Sainte-Foy-et-Ponchapt.

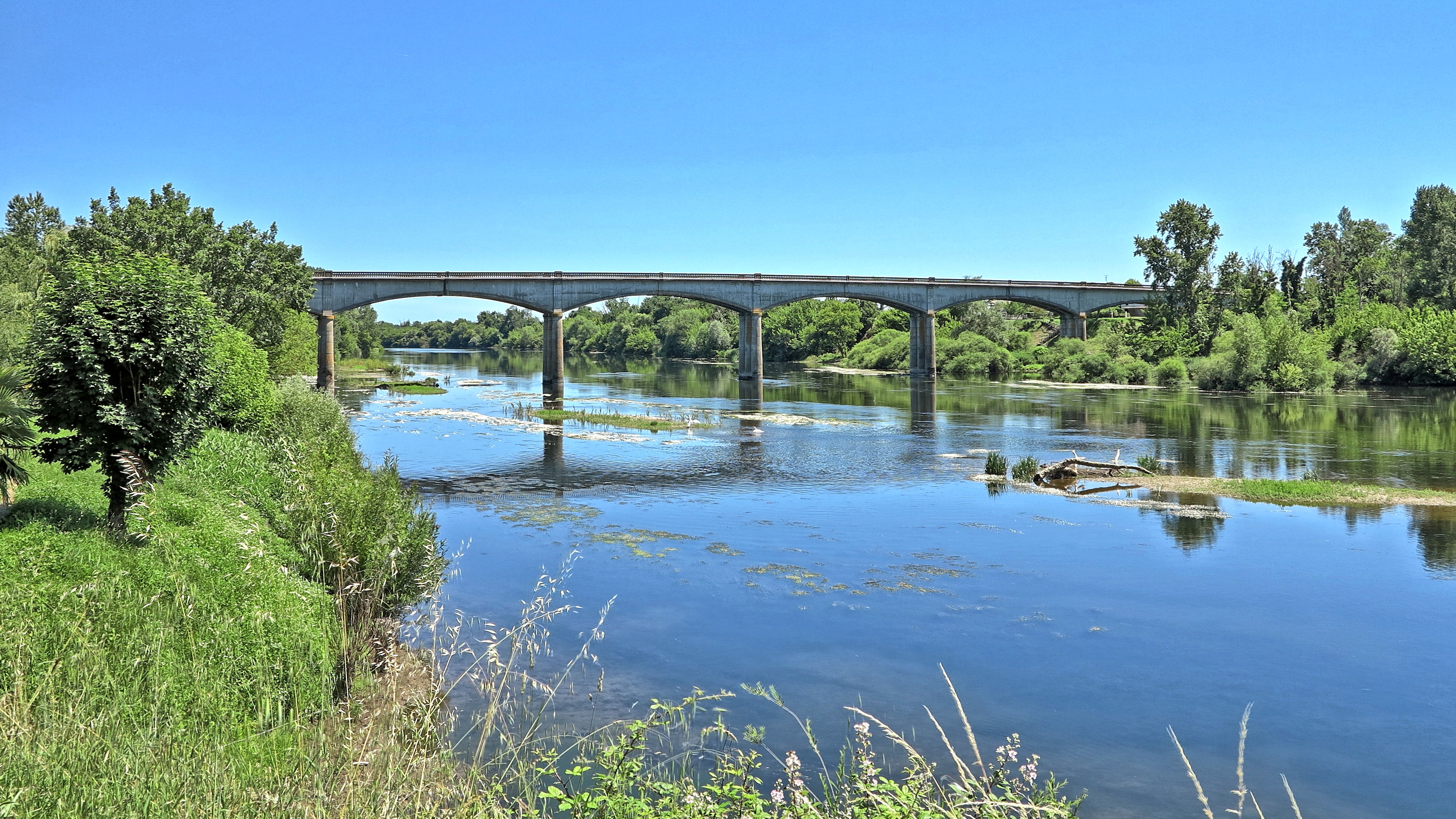
Le pont sur la Dordogne.
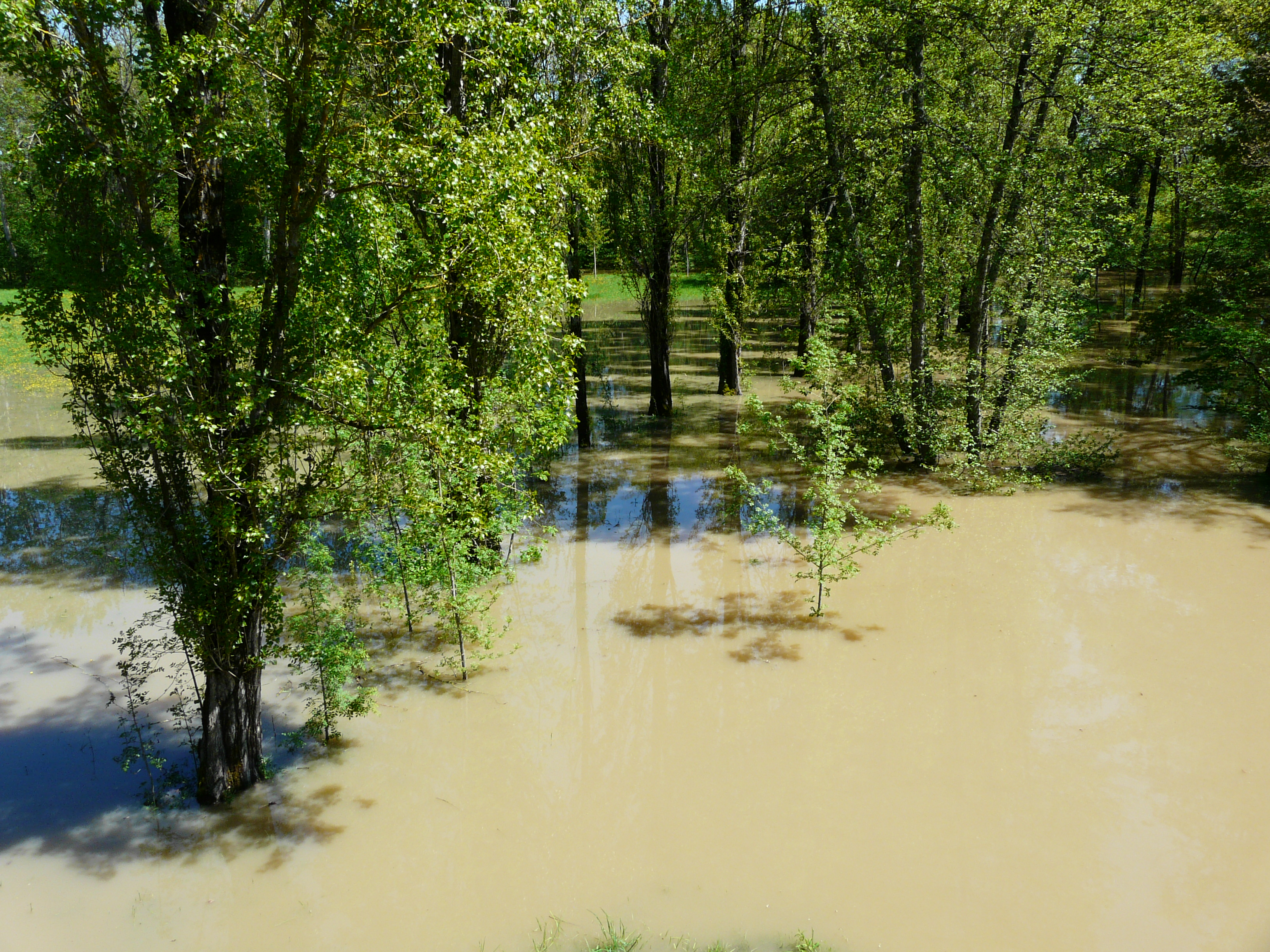
Crue du Barailler, en limite du Fleix et de Saint-Pierre-d'Eyraud, en mai 2012.
Réseaux hydrographique et routier du Fleix.

#### Gestion et qualité des eaux
Le territoire communal est couvert par le schéma d'aménagement et de gestion des eaux (SAGE) « Dordogne Atlantique ». Ce document de planification, dont le territoire correspond au sous‐bassin le plus aval du bassin versant de la Dordogne (aval de la confluence Dordogne - Vézère)., d'une superficie de 2 700 km2 est en cours d'élaboration. La structure porteuse de l'élaboration et de la mise en œuvre est l'établissement public territorial de bassin de la Dordogne (EPIDOR). Il définit sur son territoire les objectifs généraux d’utilisation, de mise en valeur et de protection quantitative et qualitative des ressources en eau superficielle et souterraine, en respect des objectifs de qualité définis dans le troisième SDAGE  du Bassin Adour-Garonne qui couvre la période 2022-2027, approuvé le 10 mars 2022.
La qualité des eaux de baignade et des cours d’eau peut être consultée sur un site dédié géré par les agences de l’eau et l’Agence française pour la biodiversité.

### Climat
Pour des articles plus généraux, voir Climat de la Nouvelle-Aquitaine et Climat de la Dordogne.
Historiquement, la commune est exposée à un climat océanique aquitain.  
En 2020, Météo-France publie une typologie des climats de la France métropolitaine dans laquelle la commune est exposée à un climat océanique et est dans la région climatique  Aquitaine, Gascogne, caractérisée par une pluviométrie abondante au printemps, modérée en automne, un faible ensoleillement au printemps, un été chaud (19,5 °C), des vents faibles, des brouillards fréquents en automne et en hiver et des orages fréquents en été (15 à 20 jours).
Pour la période 1971-2000, la température annuelle moyenne est de 13,3 °C, avec  une amplitude thermique annuelle de 15 °C. Le cumul annuel moyen de précipitations est de 794 mm, avec 9,5 jours de précipitations en janvier et 6,4 jours en juillet. Pour la période 1991-2020, la température moyenne annuelle observée sur la station météorologique la plus proche, située sur la commune de Port-Sainte-Foy-et-Ponchapt à 4 km à vol d'oiseau, est de 13,8 °C et le cumul annuel moyen de précipitations est de 809,4 mm,. Pour l'avenir, les paramètres climatiques de la commune estimés pour 2050 selon différents scénarios d’émission de gaz à effet de serre sont consultables sur un site dédié publié par Météo-France en novembre 2022.

### Milieux naturels et biodiversité

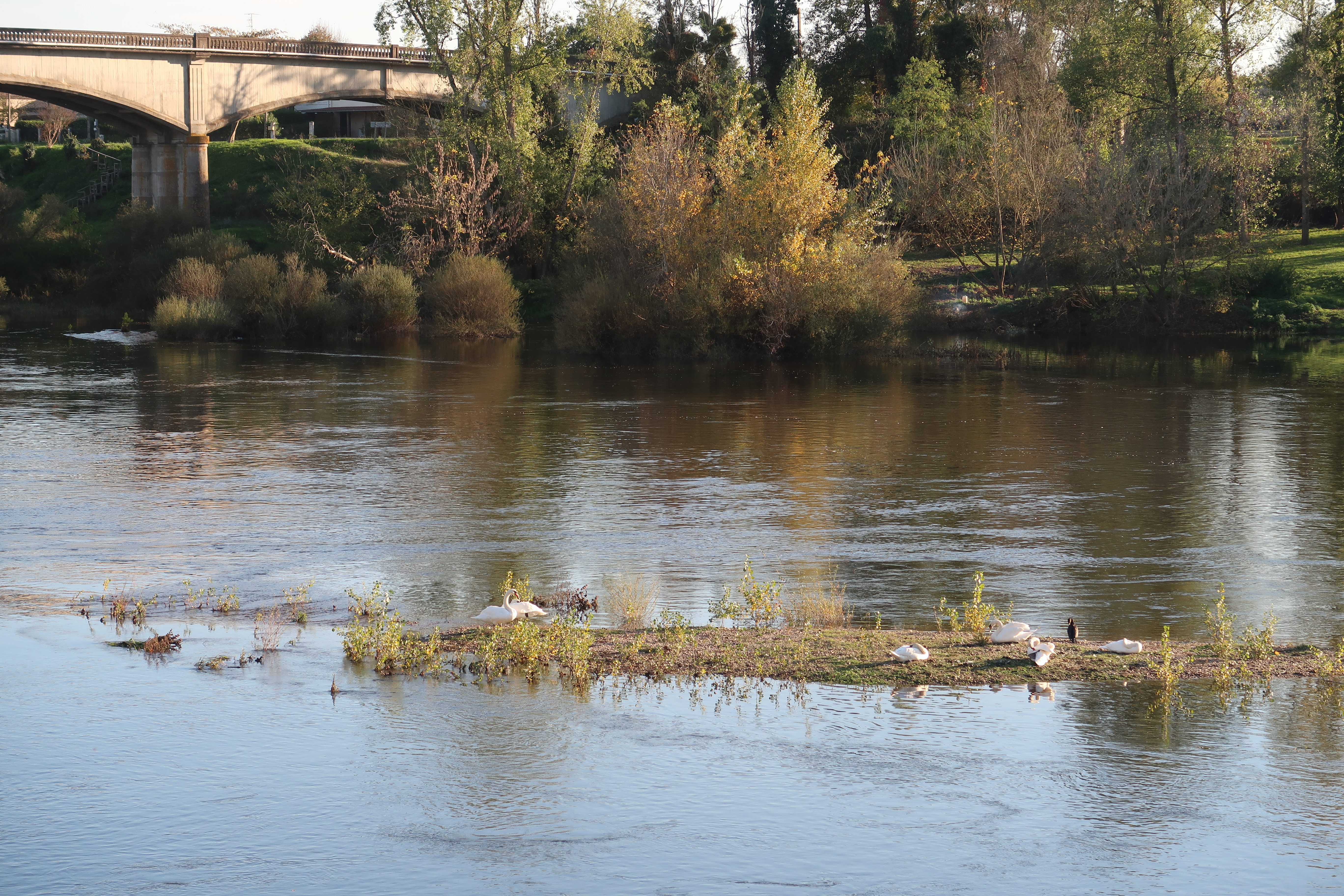
Cygnes sur la Dordogne, en aval du pont.

#### Natura 2000
La Dordogne est un site du réseau Natura 2000 limité aux départements de la Dordogne et de la Gironde, et qui concerne les 104 communes riveraines de la Dordogne, dont Le Fleix,. Seize espèces animales et une espèce végétale inscrites à l'annexe II de la directive 92/43/CEE de l'Union européenne y ont été répertoriées.

#### ZNIEFF
Le Fleix fait partie des 102 communes concernées par la zone naturelle d'intérêt écologique, faunistique et floristique (ZNIEFF) de type II « La Dordogne »,, dans laquelle ont été répertoriées huit espèces animales déterminantes et cinquante-sept espèces végétales déterminantes, ainsi que quarante-trois autres espèces animales et trente-neuf autres espèces végétales.

## Urbanisme

### Typologie
Au 1er janvier 2024, Le Fleix est catégorisée commune rurale à habitat dispersé, selon la nouvelle grille communale de densité à 7 niveaux définie par l'Insee en 2022.
Elle appartient à l'unité urbaine de Bergerac, une agglomération inter-départementale dont elle est une commune de la banlieue,. Par ailleurs la commune fait partie de l'aire d'attraction de Bergerac, dont elle est une commune de la couronne,. Cette aire, qui regroupe 73 communes, est catégorisée dans les aires de 50 000 à moins de 200 000 habitants,.

### Occupation des sols
L'occupation des sols de la commune, telle qu'elle ressort de la base de données européenne d’occupation biophysique des sols Corine Land Cover (CLC), est marquée par l'importance des territoires agricoles (61,2 % en 2018), en diminution par rapport à 1990 (63,9 %). La répartition détaillée en 2018 est la suivante : 
forêts (28,3 %), zones agricoles hétérogènes (26,5 %), cultures permanentes (20,5 %), terres arables (11 %), zones urbanisées (6,3 %), eaux continentales (4,3 %), prairies (3,2 %). L'évolution de l’occupation des sols de la commune et de ses infrastructures peut être observée sur les différentes représentations cartographiques du territoire : la carte de Cassini (XVIIIe siècle), la carte d'état-major (1820-1866) et les cartes ou photos aériennes de l'IGN pour la période actuelle (1950 à aujourd'hui).

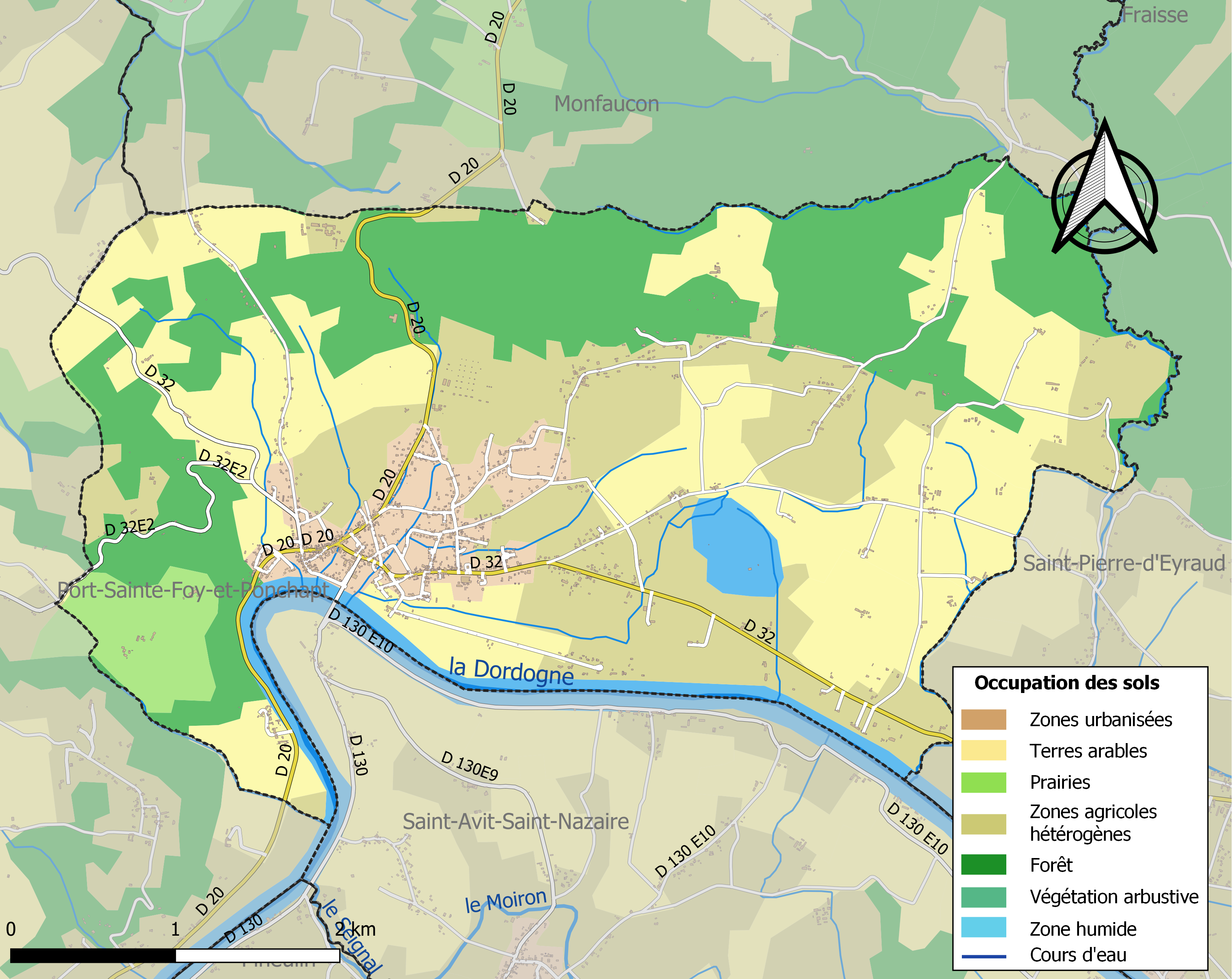
Carte des infrastructures et de l'occupation des sols de la commune en 2018 (CLC).

### Prévention des risques
Le territoire de la commune du Fleix est vulnérable à différents aléas naturels : météorologiques (tempête, orage, neige, grand froid, canicule ou sécheresse), inondations, feux de forêts, mouvements de terrains et séisme (sismicité très faible). Il est également exposé à un risque technologique, la rupture d'un barrage. Un site publié par le BRGM permet d'évaluer simplement et rapidement les risques d'un bien localisé soit par son adresse soit par le numéro de sa parcelle.

#### Risques naturels
La commune fait partie du territoire à risques importants d'inondation (TRI) de Bergerac, regroupant les 22 communes (15 en Dordogne et 7 en Gironde) concernées par un risque de débordement de la Dordogne, un des 18 TRI qui ont été arrêtés fin 2012 sur le bassin Adour-Garonne. Les événements significatifs antérieurs à 2014 sont la crue de 1843 (4 100 m3/s à Bergerac, la crue de référence historique de période de retour au moins centennale), les crues de 1912, 1944 et 1952 (période de retour de 50 ans) et les crues de 1982 et 1994 (période de retour de 20 ans). Des cartes des surfaces inondables ont été établies pour trois scénarios : fréquent (crue de temps de retour de 10 ans à 30 ans), moyen (temps de retour de 100 ans à 300 ans) et extrême (temps de retour de l'ordre de 1 000 ans, qui met en défaut tout système de protection). La commune a été reconnue en état de catastrophe naturelle au titre des dommages causés par les inondations et coulées de boue survenues en 1982, 1993, 1999, 2000 et 2008,. Le risque inondation est pris en compte dans l'aménagement du territoire de la commune par le biais du plan de prévention des risques inondation (PPRI) de la « vallée de la Dordogne », couvrant 9 communes et approuvé le 19 décembre 2002, pour les crues de la Dordogne,.
Le Fleix est exposée au risque de feu de forêt. L’arrêté préfectoral du 14 mars 2013 fixe les conditions de pratique des incinérations et de brûlage dans un objectif de réduire le risque de départs d’incendie. À ce titre, des périodes sont déterminées : interdiction totale du 15 février au 15 mai et du 15 juin au 15 octobre, utilisation réglementée du 16 mai au 14 juin et du 16 octobre au 14 février. En septembre 2020, un plan inter-départemental de protection des forêts contre les incendies (PidPFCI) a été adopté pour la période 2019-2029,.

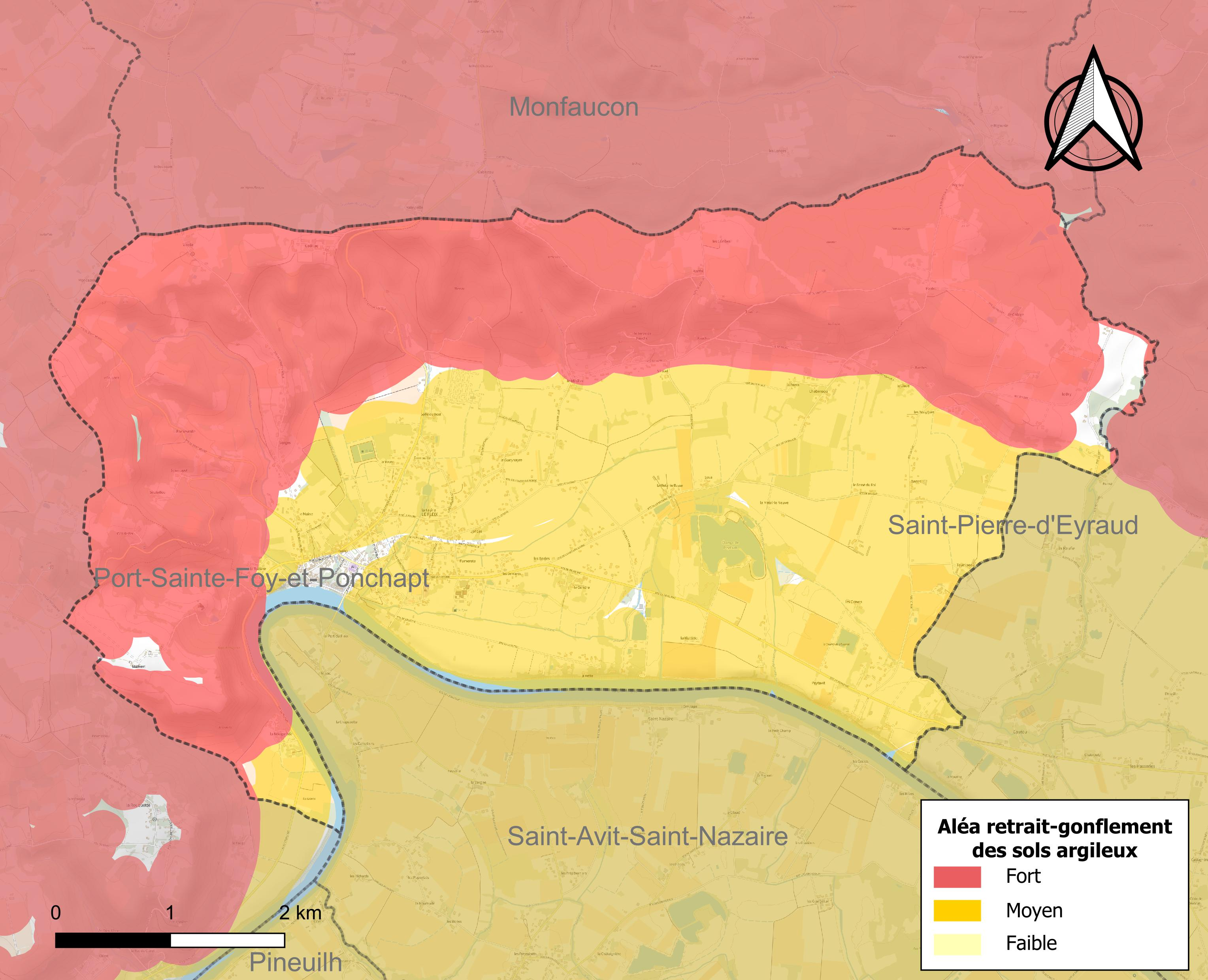
Carte des zones d'aléa retrait-gonflement des sols argileux du Fleix.

Les mouvements de terrains susceptibles de se produire sur la commune sont des tassements différentiels. Le retrait-gonflement des sols argileux est susceptible d'engendrer des dommages importants aux bâtiments en cas d’alternance de périodes de sécheresse et de pluie. 96,8 % de la superficie communale est en aléa moyen ou fort (58,6 % au niveau départemental et 48,5 % au niveau national métropolitain). Depuis le 1er octobre 2020, en application de la loi ÉLAN, différentes contraintes s'imposent aux vendeurs, maîtres d'ouvrages ou constructeurs de biens situés dans une zone classée en aléa moyen ou fort,.
La commune a été reconnue en état de catastrophe naturelle au titre des dommages causés par la sécheresse en 1989, 1992, 1997, 2005, 2009, 2011 et 2015 et par des mouvements de terrain en 1999.

#### Risque technologique
La commune est en outre située en aval du barrage de Bort-les-Orgues, un ouvrage de classe A situé dans le département de la Corrèze et faisant l'objet d'un PPI depuis 2009. À ce titre elle est susceptible d’être touchée par l’onde de submersion consécutive à la rupture de cet ouvrage.

## Toponymie
En occitan, la commune porte le nom de Lo Flèis.

## Histoire

### Préhistoire
À l’époque mésolithique, atelier magdalénien sur les coteaux de Gabastou et de Malivert. À l’âge du fer : tumulus au sommet du coteau de l'Ermitage.

### Antiquité
Castrum (l'Ermitage) et plusieurs villas (traces à Malivert, la Brûlerie, etc.).

### Moyen Âge

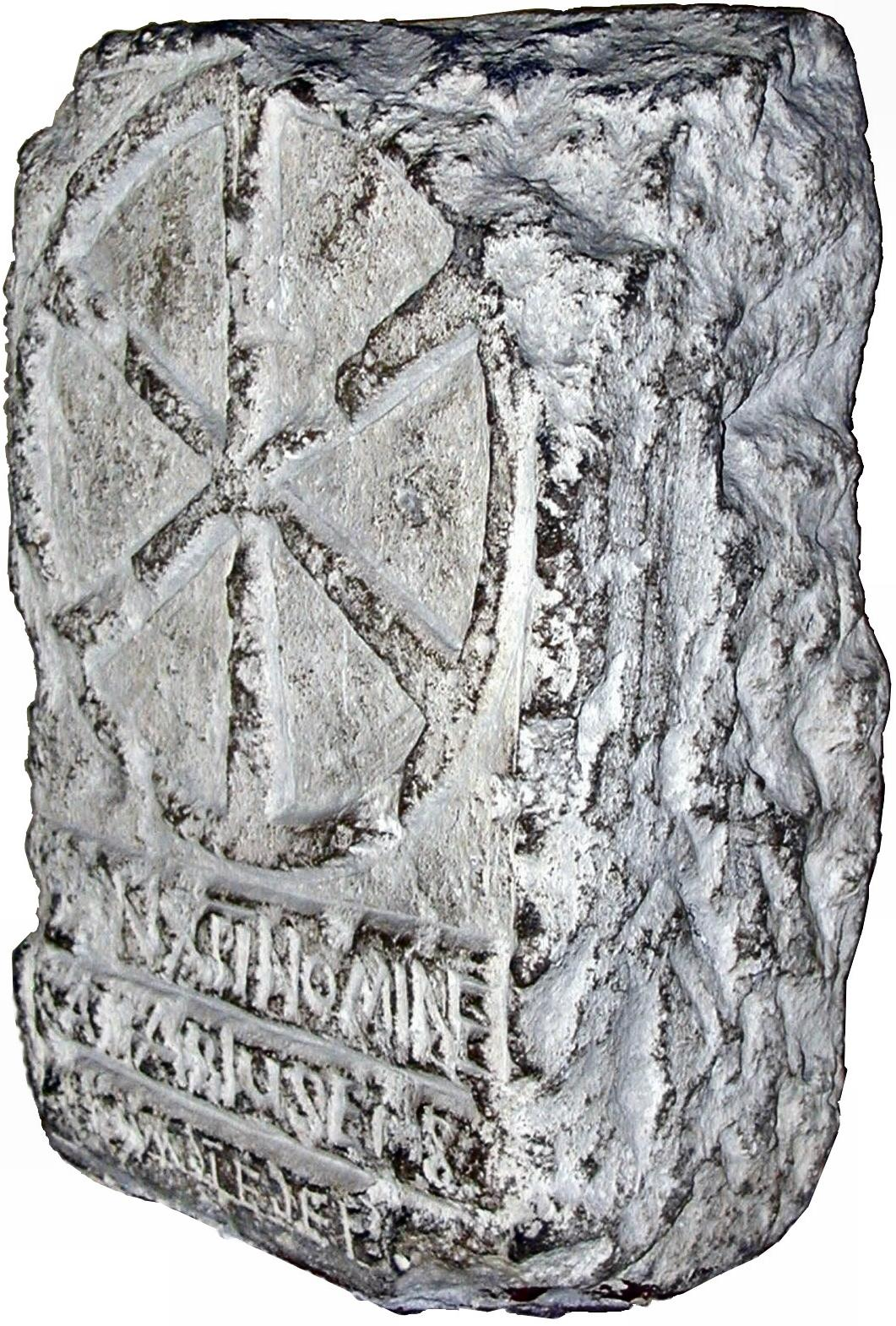
Pierre de Saffarius.

- vers 590 : cippe funéraire ou dédicace de l'évêque Saffarius pour le prieuré du Fleix.
- 1266 : Henri III, roi d’Angleterre, fait don des seigneuries de Gurson et du Fleix à Jean de Grailly.

### Époques moderne et contemporaine

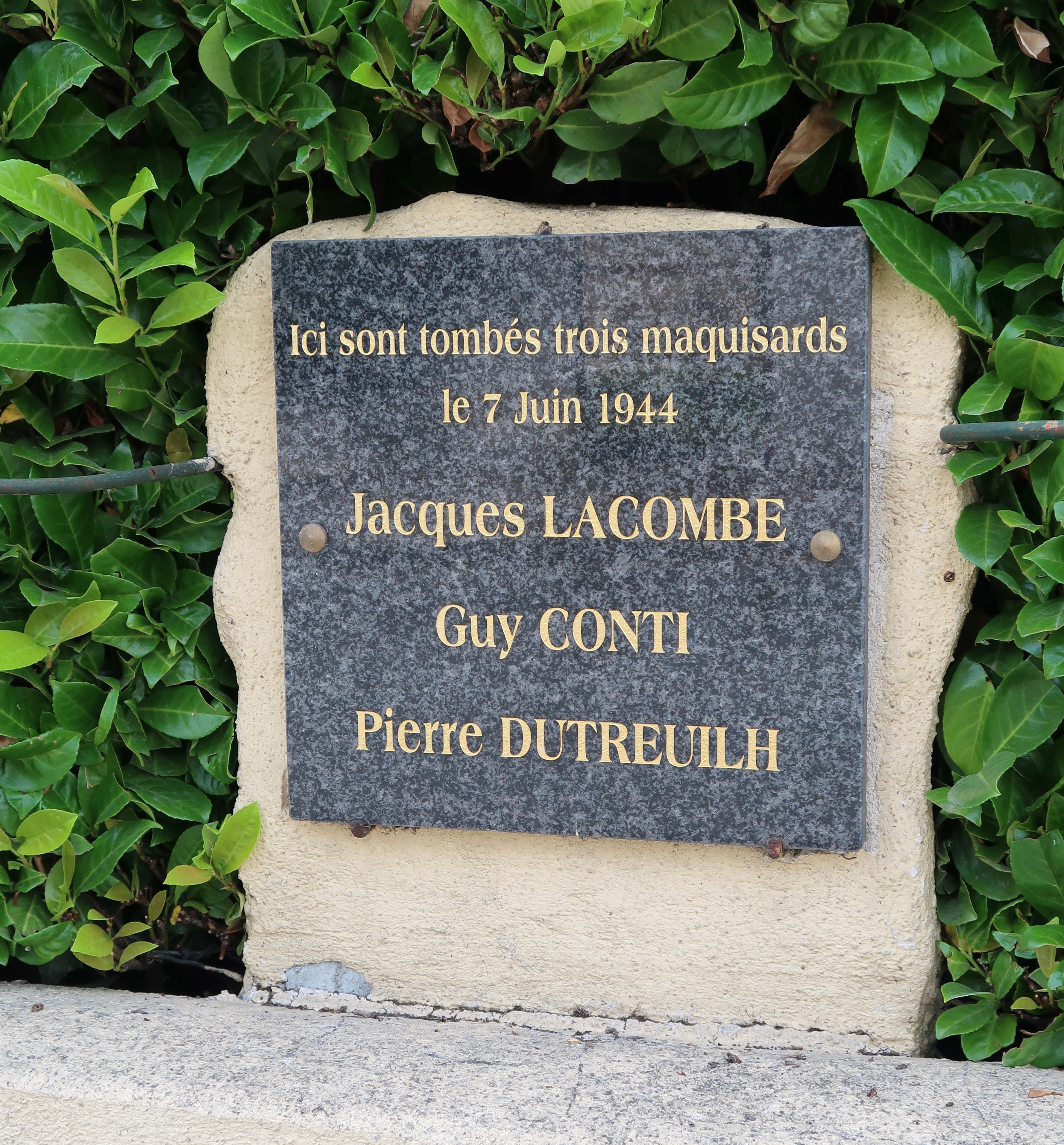
Plaque en hommage à trois résistants maquisards tués le 7 juin 1944.

- 1577 : séjour de Catherine de Médicis et de sa fille Marguerite de Valois dite la « Reine Margot ».
- 1580 : au château « vieux », conférences préliminaires au traité du Fleix. La paix du Fleix, ou « paix des amoureux », est signée le 26 novembre 1580, et met fin à la septième guerre de Religion[2].
- 1591 : abandon du château « vieux » à la mort de Germain-Gaston de Foix, marquis de Tranz, et comte de Gurson et du Fleix.
- 1620-1630 : construction du château « neuf » pour Frédéric de Foix (petit-fils du marquis de Tranz).
- 1777 : acquisition par Jean-Louis de Rossane, seigneur des Ondes, Monac, ? de la seigneurie du Fleix.
- 1783 : levée du plan terrier. Indications des Moulins nef, de la Moulinasse, de la Brûlerie, des Faïenceries.
- 1794 : début de la destruction du château « neuf »[2].
- 1805 : transformation du pavillon restant du château « neuf » en temple protestant[2].
- 1857-1858 : construction du viaduc du Mignon (30 arches)[2] pour supporter la route départementale 20.
- 1861 : construction du port.
- 1881 : construction de la rampe d'accès au bac.

Le 7 juin 1944, trois jeunes maquisards de la commune sont tués par les Allemands.
Le 4 août 1944, six Juifs de Sainte-Foy-la-Grande sont arrêtés par des Français portant un uniforme allemand, puis assassinés le lendemain au Fleix, dans le bois de Souléiou.

## Politique et administration

### Intercommunalité
Fin 2001, Le Fleix intègre dès sa création la communauté de communes Dordogne-Eyraud-Lidoire. Celle-ci est dissoute au 31 décembre 2012 et remplacée au 1er janvier 2013 par la communauté d'agglomération bergeracoise. Celle-ci fusionne avec la communauté de communes des Coteaux de Sigoulès au 1er janvier 2017 pour former la nouvelle communauté d'agglomération bergeracoise.

### Administration municipale
La population de la commune étant comprise entre 500 et 1 499 habitants au recensement de 2017, quinze conseillers municipaux ont été élus en 2020,.

### Liste des maires

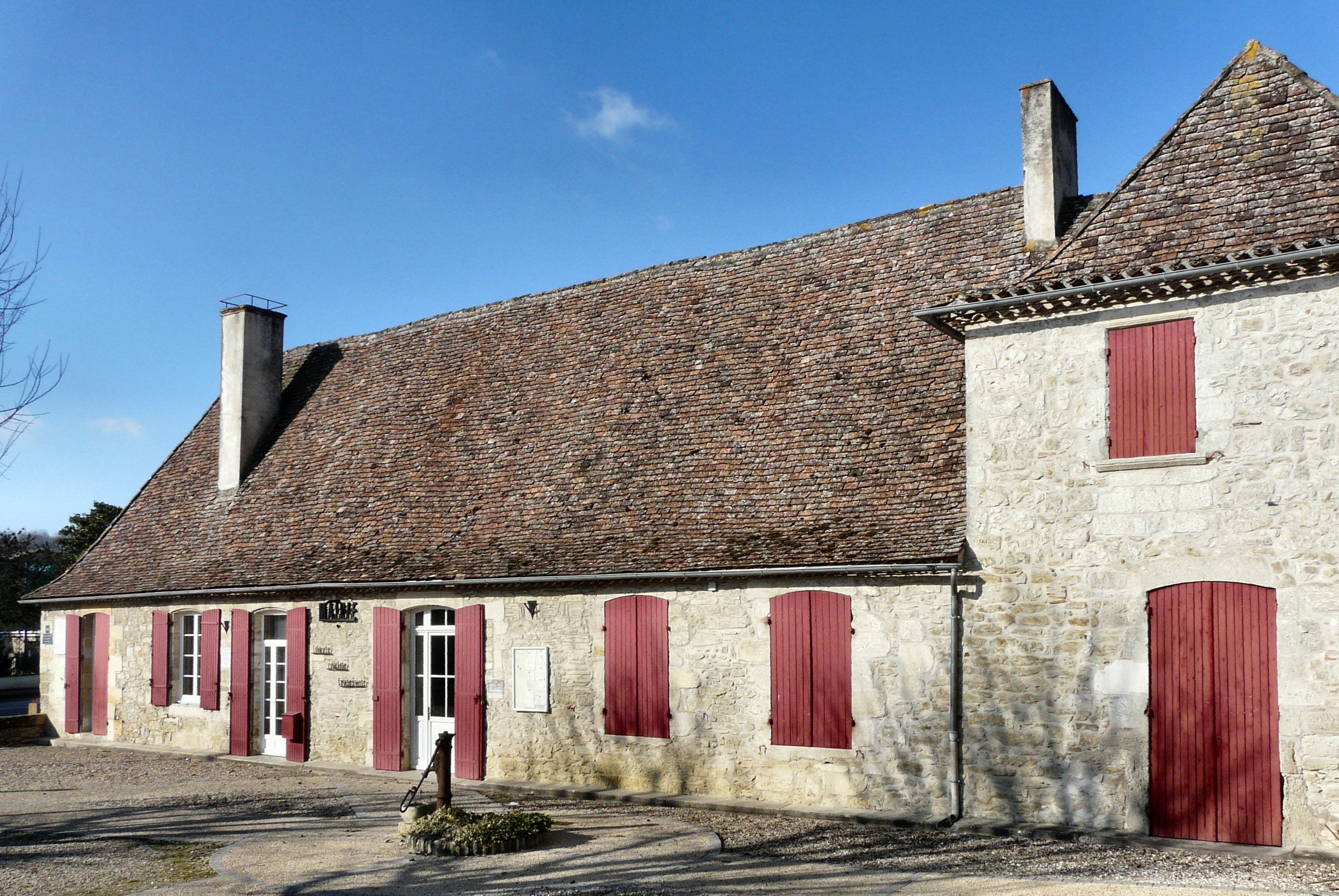
La mairie.

| Période                                  | Période    | Identité            | Étiquette | Qualité                                               |
| ---------------------------------------- | ---------- | ------------------- | --------- | ----------------------------------------------------- |
| Les données manquantes sont à compléter. |            |                     |           |                                                       |
|                                          |            |                     |           |                                                       |
| avant 1981                               | ?          | René Chauvin        |           |                                                       |
|                                          |            |                     |           |                                                       |
|                                          | 2001       | Philippe Averseng   |           |                                                       |
| mars 2001                                | mars 2008  | Jacques Dessaigne   |           |                                                       |
| mars 2008                                | mars 2014  | François Dupuy      | SE        | Retraité de la gendarmerie                            |
| mars 2014                                | avril 2016 | Marie-Claude Serres |           | Enseignante retraitée                                 |
| juillet 2016                             | avril 2023 | Lionel Filet        | DVG       | Retraité administration publique                      |
| avril 2023                               | juin 2023  | Lionel Lacombe      |           | Premier adjoint faisant fonction de maire Agriculteur |
| juin 2023                                | En cours   | Lionel Lacombe      |           | Agriculteur                                           |

### Jumelages
- Langoat (Côtes-d'Armor) (France) depuis 2016[64].

## Équipements et services publics

### Enseignement
Le Fleix compte deux écoles :

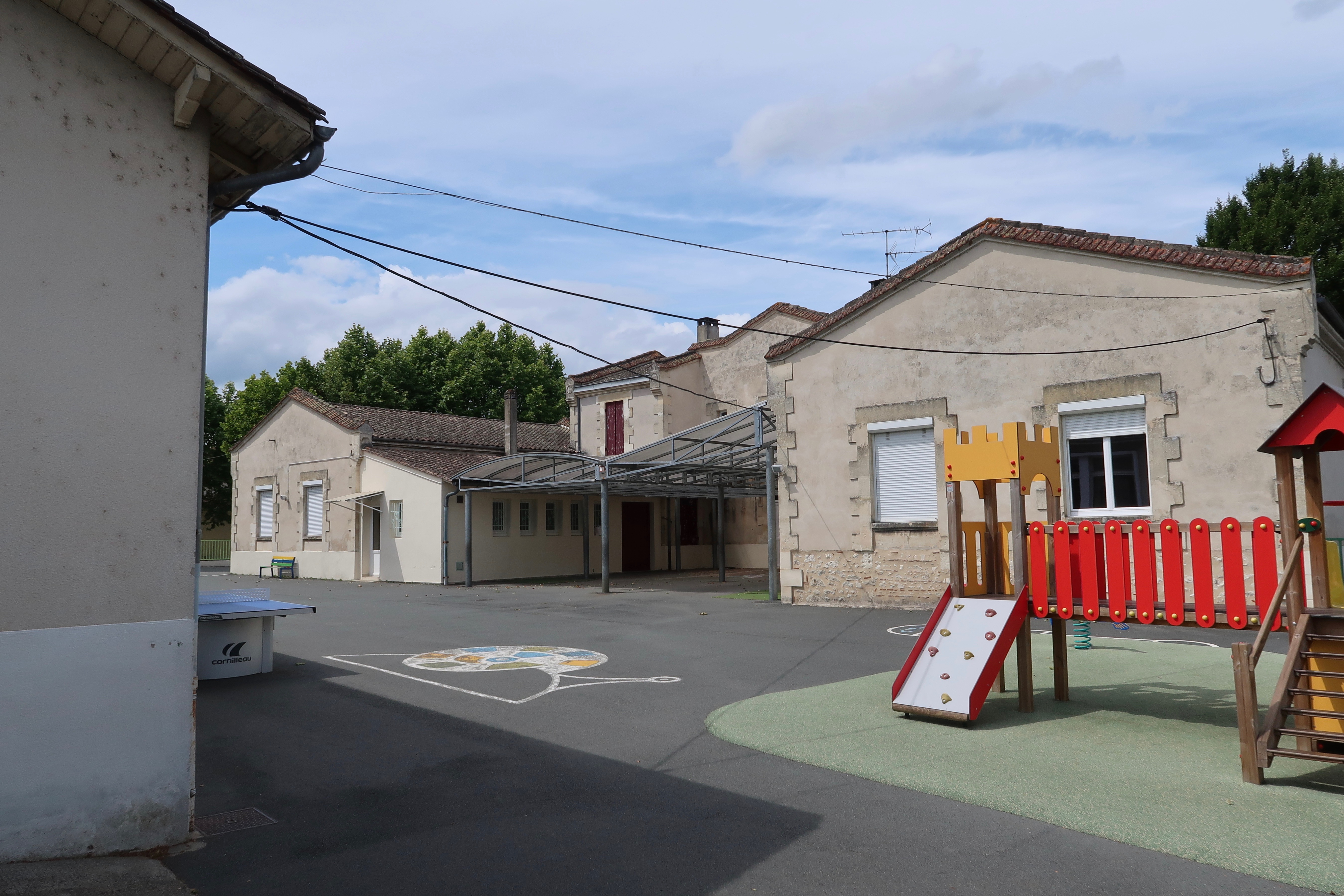
École publique.

- l'école primaire publique Marie-Claude-Serre, qui compte 107 élèves en 2021, de la maternelle au CM2[65] ;
- l'école privée Saint-Joseph.

### Santé
Le Fleix présente une offre de soins importante grâce à son Pôle médical et paramédical du Vignoble. Depuis juin 2010, ce dernier réunit une vingtaine de professionnels de santé : médecins généralistes, kinésithérapeutes, pharmacien, ostéopathe, chirurgien-dentiste, psychologue, pédicure podologue…

### Justice
Dans le domaine judiciaire, Le Fleix relève : 
- du tribunal judiciaire, du tribunal pour enfants, du conseil de prud'hommes et du tribunal de commerce de Bergerac ;
- du pôle Nationalité du tribunal judiciaire de Périgueux (compétent uniquement dans le domaine de la nationalité) ;
- de la cour d'appel, du tribunal administratif et de la  cour administrative d'appel de Bordeaux.

## Population et société

### Démographie
L'évolution du nombre d'habitants est connue à travers les recensements de la population effectués dans la commune depuis 1793. Pour les communes de moins de 10 000 habitants, une enquête de recensement portant sur toute la population est réalisée tous les cinq ans, les populations de référence des années intermédiaires étant quant à elles estimées par interpolation ou extrapolation. Pour la commune, le premier recensement exhaustif entrant dans le cadre du nouveau dispositif a été réalisé en 2008.

En 2022, la commune comptait 1 498 habitants, en évolution de +0,47 % par rapport à 2016 (Dordogne : +0,37 %, France hors Mayotte : +2,11 %).
| 1793  | 1800  | 1806  | 1821  | 1831  | 1836  | 1841  | 1846  | 1851  |
| ----- | ----- | ----- | ----- | ----- | ----- | ----- | ----- | ----- |
| 1 396 | 1 187 | 1 168 | 1 286 | 1 600 | 1 505 | 1 552 | 1 520 | 1 507 |

| 1856  | 1861  | 1866  | 1872  | 1876  | 1881  | 1886  | 1891  | 1896  |
| ----- | ----- | ----- | ----- | ----- | ----- | ----- | ----- | ----- |
| 1 526 | 1 509 | 1 511 | 1 417 | 1 442 | 1 423 | 1 301 | 1 215 | 1 258 |

| 1901  | 1906  | 1911  | 1921  | 1926  | 1931  | 1936  | 1946  | 1954  |
| ----- | ----- | ----- | ----- | ----- | ----- | ----- | ----- | ----- |
| 1 268 | 1 209 | 1 187 | 1 127 | 1 119 | 1 159 | 1 203 | 1 186 | 1 188 |

| 1962  | 1968  | 1975  | 1982  | 1990  | 1999  | 2006  | 2008  | 2013  |
| ----- | ----- | ----- | ----- | ----- | ----- | ----- | ----- | ----- |
| 1 129 | 1 253 | 1 224 | 1 241 | 1 278 | 1 345 | 1 408 | 1 425 | 1 487 |

| 2018  | 2022  | - | - | - | - | - | - | - |
| ----- | ----- | - | - | - | - | - | - | - |
| 1 479 | 1 498 | - | - | - | - | - | - | - |

### Manifestations culturelles et festivités
- Floralies au port du Fleix (en mai ou juin).
- Fête votive, traditionnellement le 1er week-end d'août (131e édition en 2025)[71].

### Sports
Le village compte un certain nombre d'associations sportives :
- Aikido
- Judo : Judo-club fleixois.
- Tennis : Tennis-club fleixois.
- Jeux d'échecs : « La Tour infernale ».

Parmi les infrastructures, on trouve un stade municipal et des terrains de tennis.

### Cultes
- Église catholique

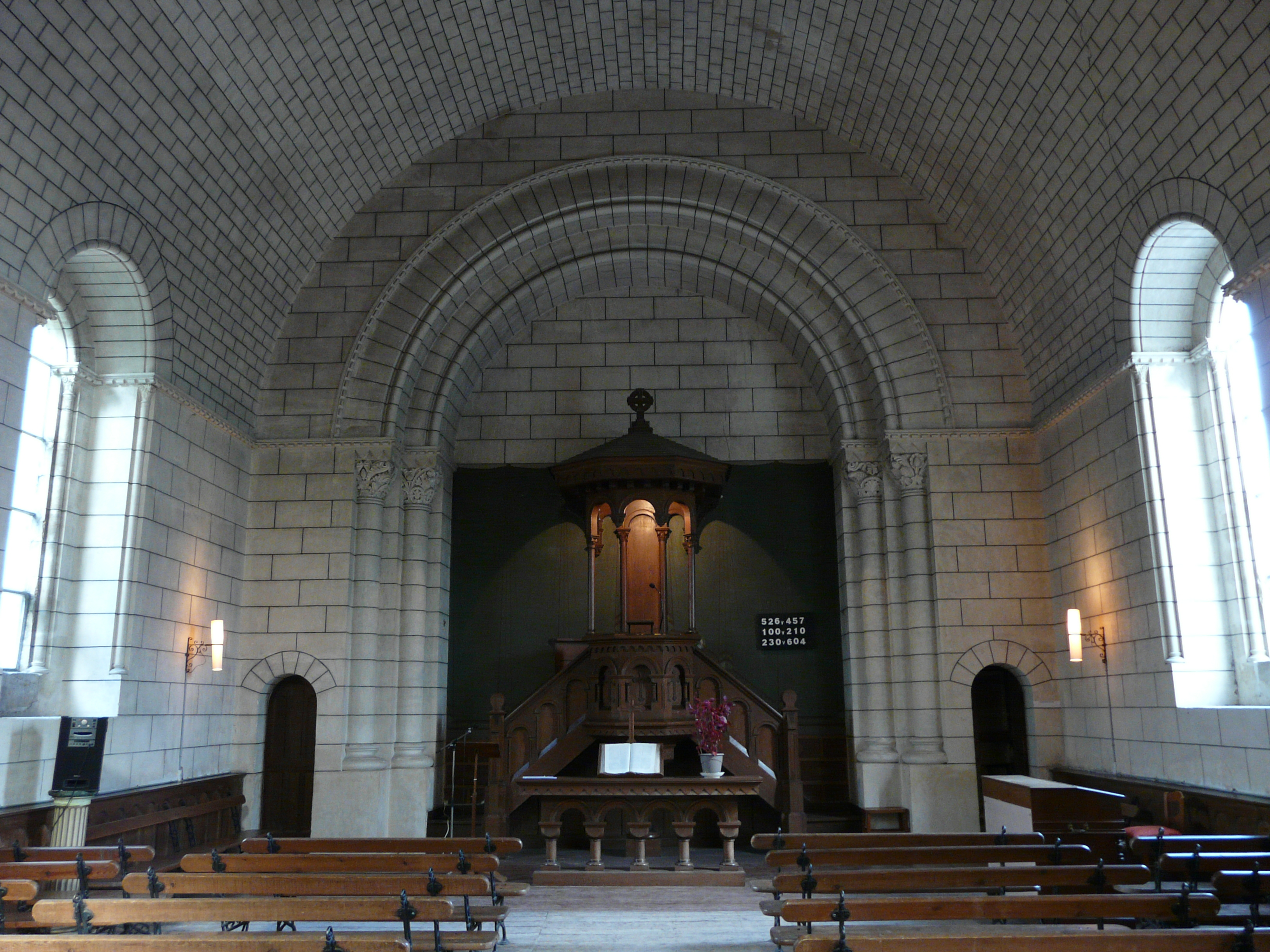
L'intérieur du temple protestant.

- Église protestante - église réformée

## Économie

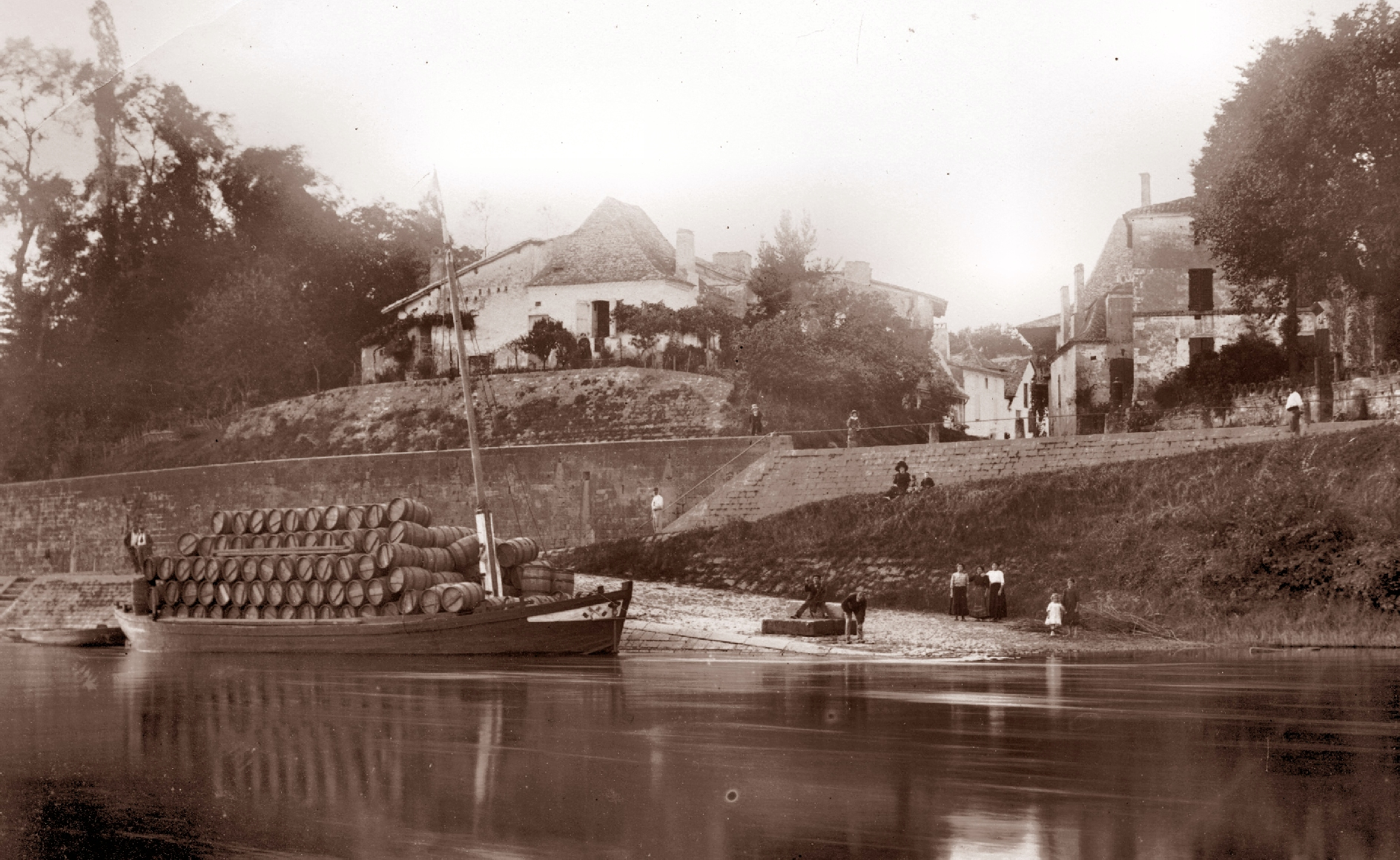
Coureau chargé de barriques au port du Fleix en 1913.

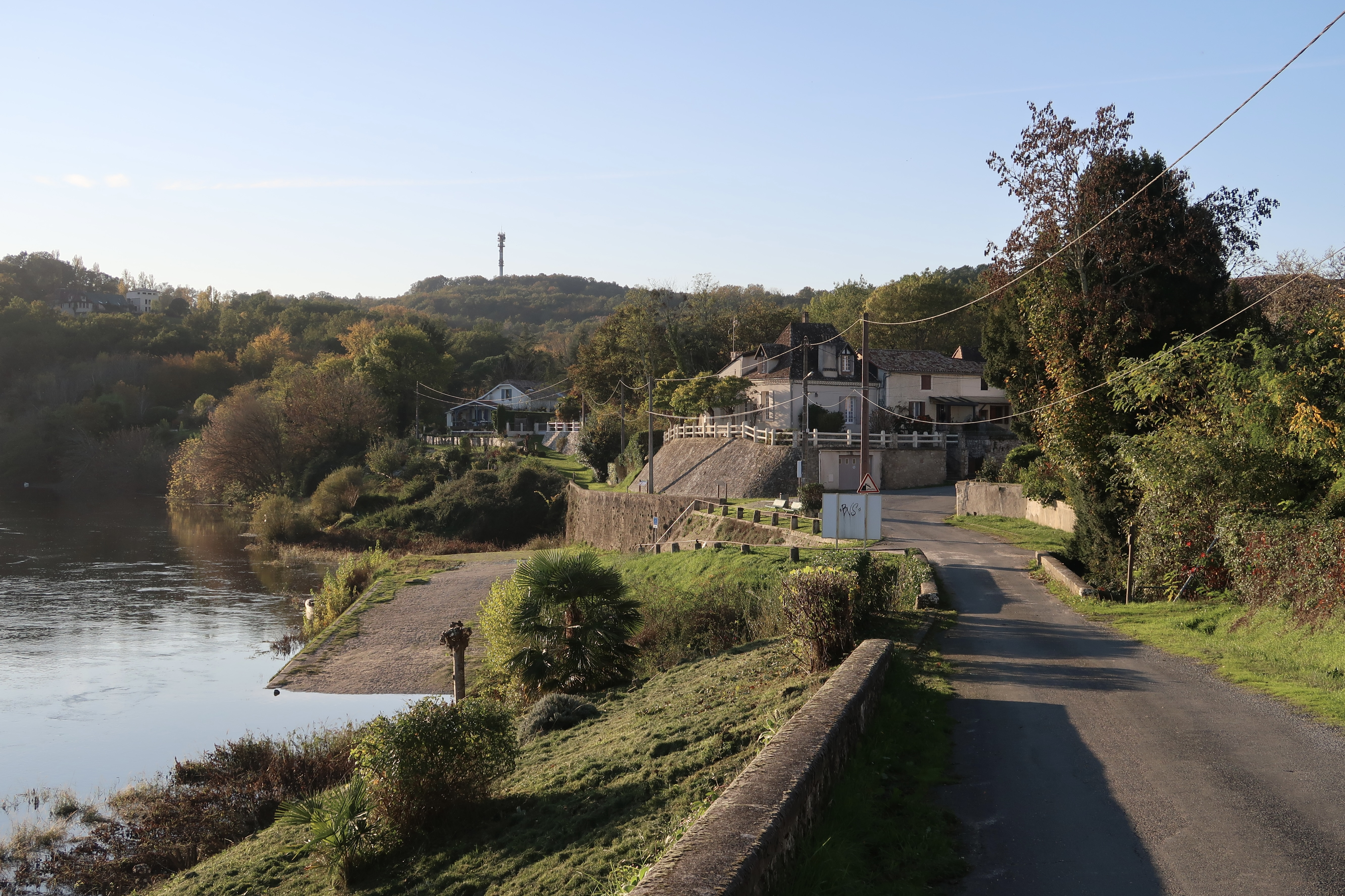
L'ancien port du Fleix de nos jours.

Le port fut très actif avec le transport du vin et du bois.
Autrefois tournée vers la rivière, l'économie est maintenant surtout vinicole. On compte notamment la Cave coopérative de l’Union vinicole de Bergerac, ainsi que des exploitations de fruits et légumes.

### Commerces et services
Nombreux commerces et services de proximité : alimentation générale, pharmacie, boulangerie, boucherie, restaurant, bar-tabac-presse-loto, électroménager, coiffeur, motoculture, garage auto… La ville peut aussi compter sur la présence d'artisans : maçon, électricien, chauffagiste, peintre, entreprise de nettoyage, artificier.
Un marché a lieu chaque jeudi matin.

### Emploi
En 2015, parmi la population communale comprise entre 15 et 64 ans, les actifs représentent 609 personnes, soit 40,3 % de la population municipale. Le nombre de chômeurs (74) a augmenté par rapport à 2010 (57) et le taux de chômage de cette population active s'établit à 12,2 %.

### Établissements
Au 31 décembre 2015, la commune compte 139 établissements, dont 72 au niveau des commerces, transports ou services, vingt-sept relatifs au secteur administratif, à l'enseignement, à la santé ou à l'action sociale, dix-sept dans l'agriculture, la sylviculture ou la pêche, douze dans la construction, et onze dans l'industrie.

### Entreprises
- Dans le secteur des services, parmi les entreprises ayant leur siège social en Dordogne, la « SARL Brézac artifices » (activités récréatives et de loisirs), implantée au Fleix, se classe 12e avec 7 655 k€, quant au chiffre d'affaires hors taxes en 2015-2016[75].
- La « Briqueterie Durand Art et Sol » est la dernière tuilerie du département. Labellisée Entreprise du patrimoine vivant depuis 2013, elle est spécialisée dans les carrelages et terres cuites, notamment pour la réfection d'édifices protégés au titre des monuments historiques[76]. Elle a cessé son activité en mars 2023 après que sa facture de gaz annuelle est passée de 3 000 à 20 000 euros[77].

## Culture locale et patrimoine

### Lieux et monuments
Il y eut deux châteaux, le château médiéval « dit château vieux » qui fut détruit après 1591, dont il reste un vestige de la muraille, et le château « neuf » construit au XVIIe siècle et qui fut la demeure occasionnelle de Frédéric de Foix. Il fut vendu à la Révolution française, servit un temps de carrière de pierre et finalement en 1805 devint le temple protestant, inscrit au titre des monuments historiques en 1968 (dans le pavillon principal du second château) XVIIe siècle. Consacré en 1805. Son état actuel date de 1899.
La commune compte plusieurs autres monuments ou lieux d'intérêt :
- l'église Saint-Étienne, romane agrandie en 1854 dans le style néogothique ;
- le viaduc du Mignon (1857-1858) ;
- le pont sur la Dordogne ;
- le port est déjà attesté dans la charte de 1403. Son état actuel date de son aménagement en 1861 ;
- la rue du Port, avec ses maisons anciennes et pittoresques, typiques de la région, et ses trois mystérieux canons plantés dans le sol[2].
- circuit de visite à pied illustré par un réseau de panneaux historiques en français, anglais, occitan. Par exemple, sur les berges, l'un d'eux est installé près d'une passerelle enjambant un ruisseau ; il rappelle la présence du moulin du seigneur, ou « moulinasse », sans doute construit à l'époque du château « neuf », vendu comme bien national à la Révolution, utilisé jusqu'à la fin du XIXe siècle et depuis réaménagé en logement privé[79].

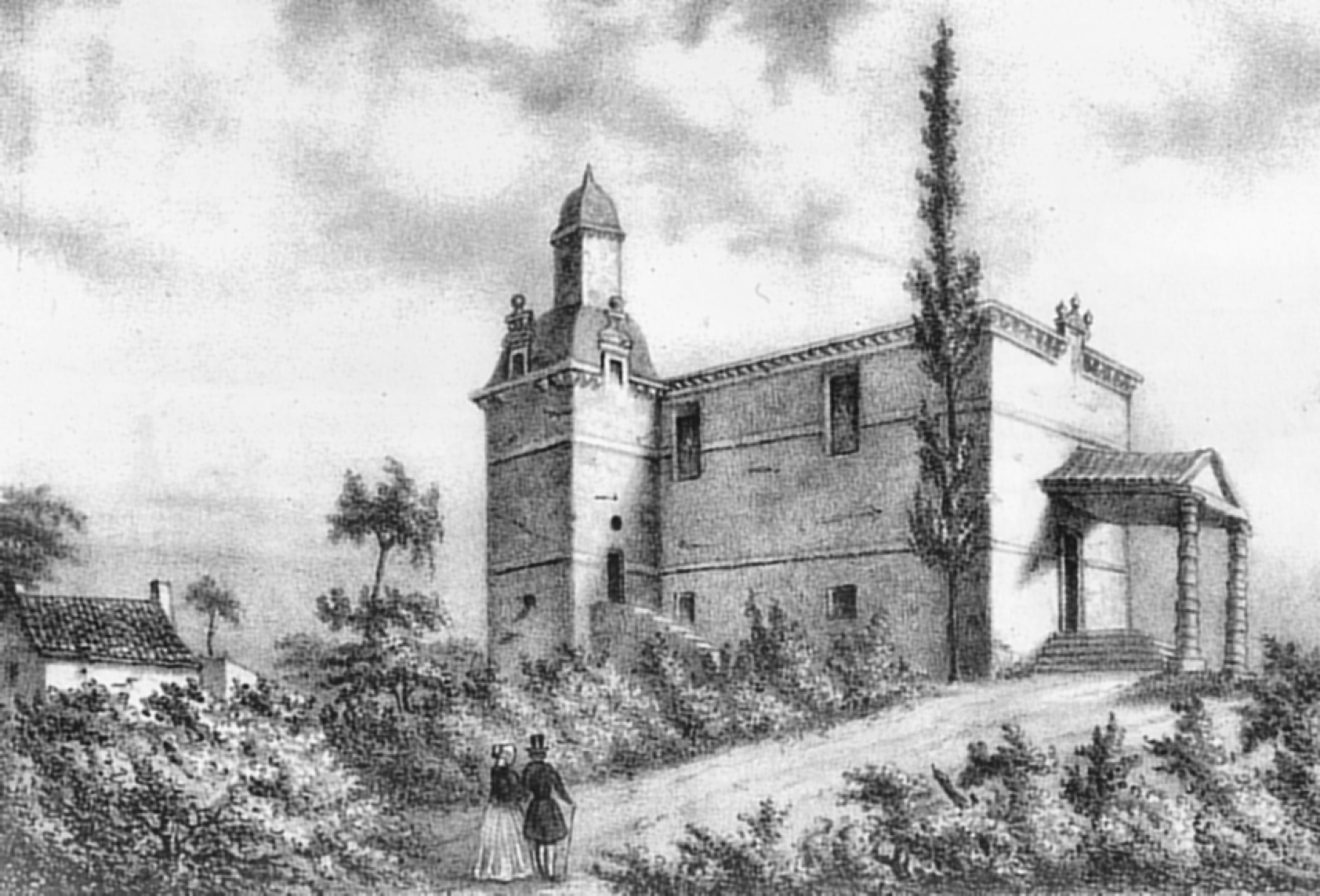
Le temple du Fleix en 1840 (restes du château neuf).
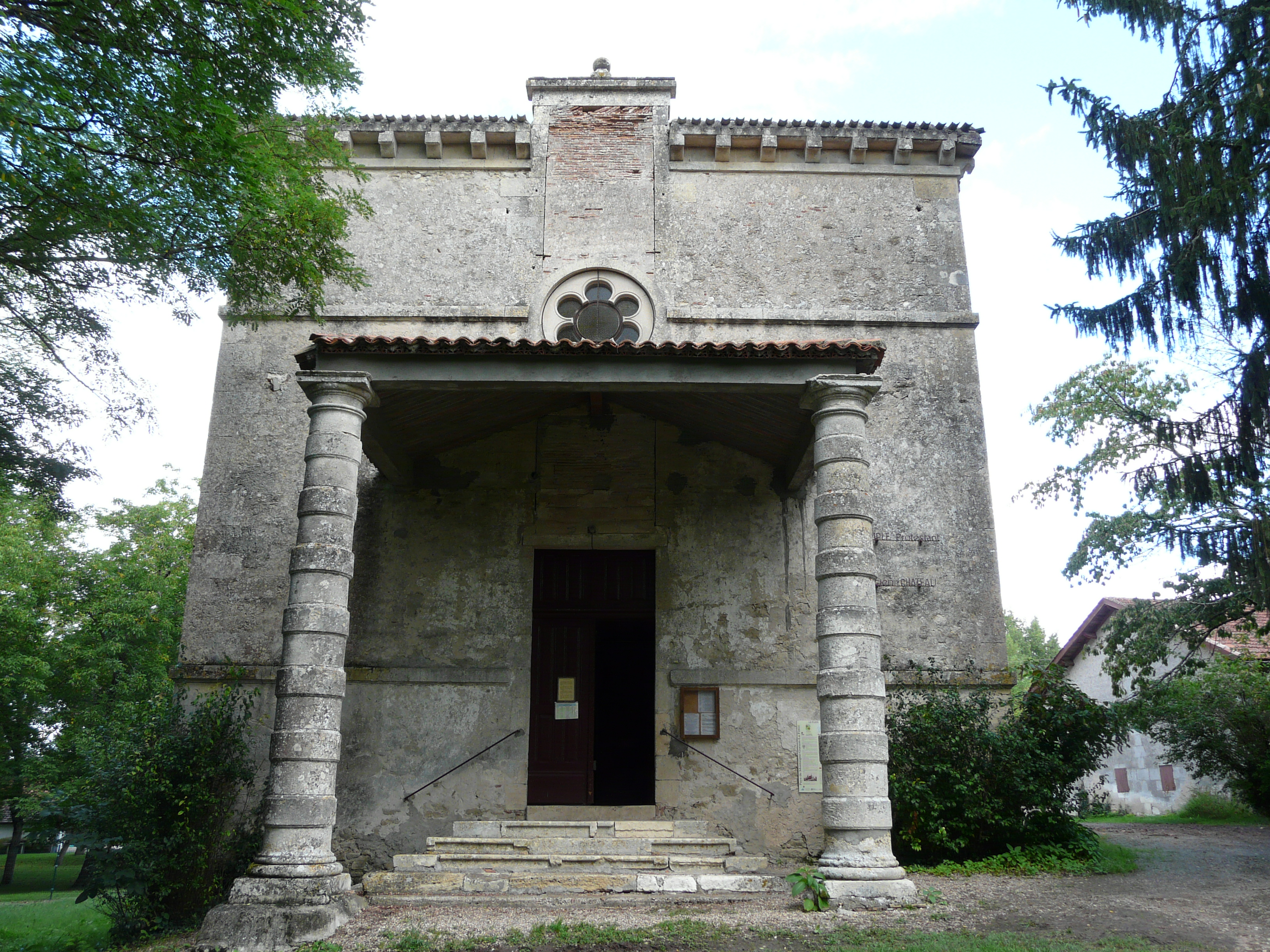
Le temple du Fleix en 2013.
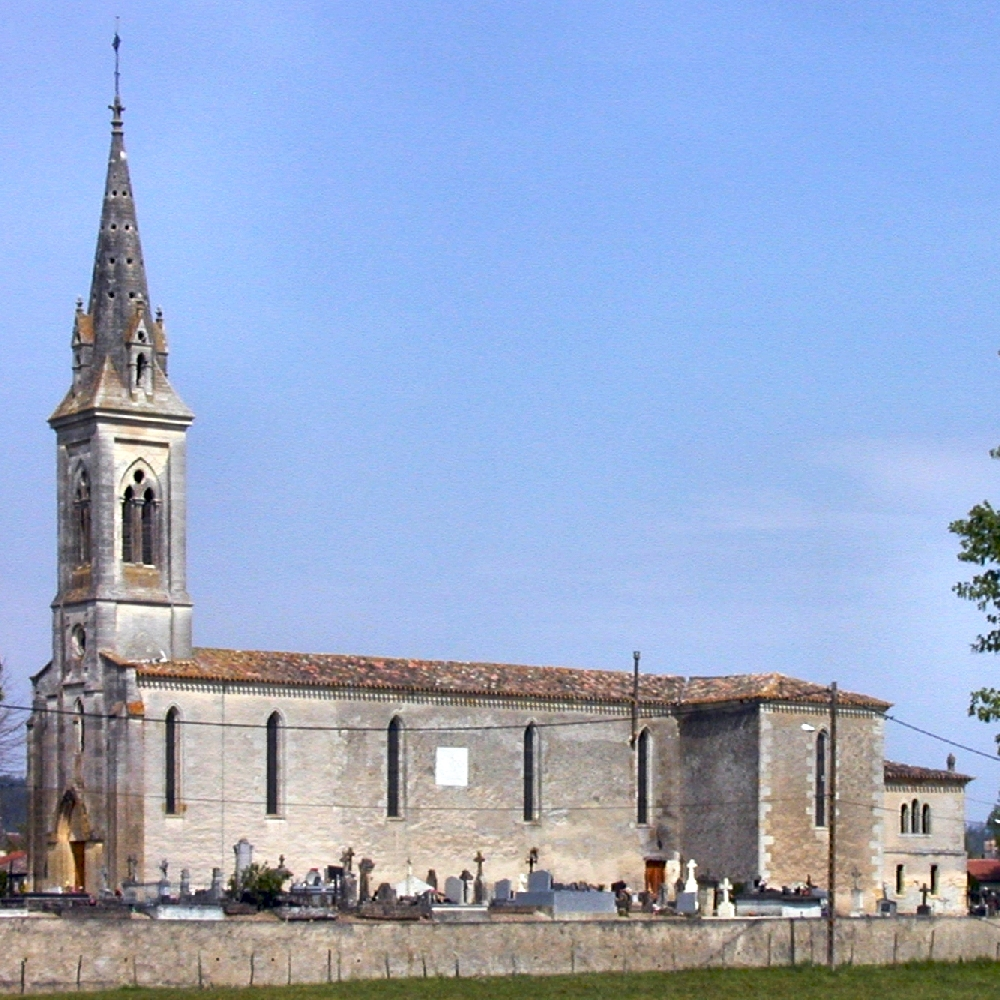
L'église Saint-Étienne.
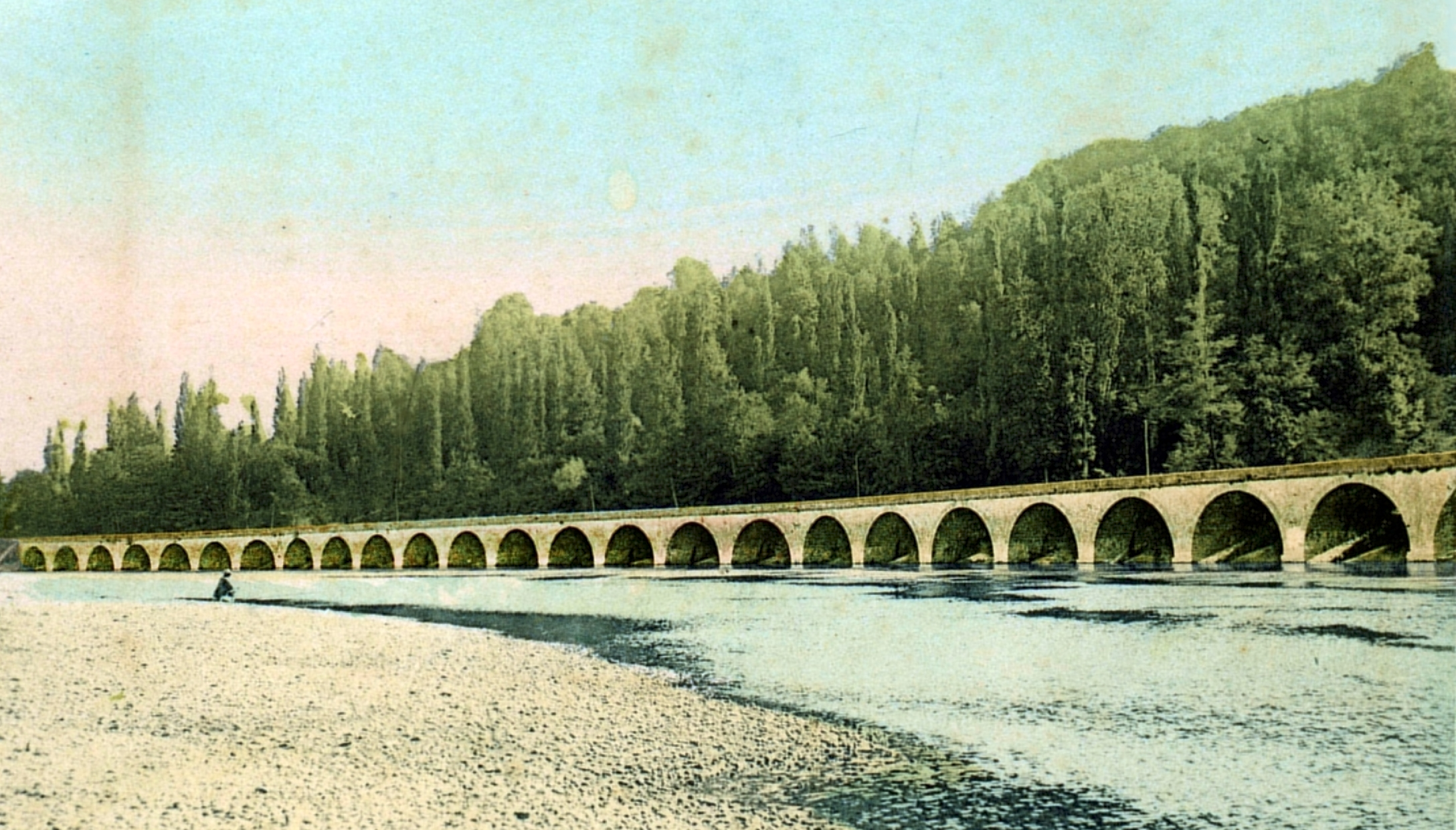
Vue partielle du viaduc du Mignon en 1903.

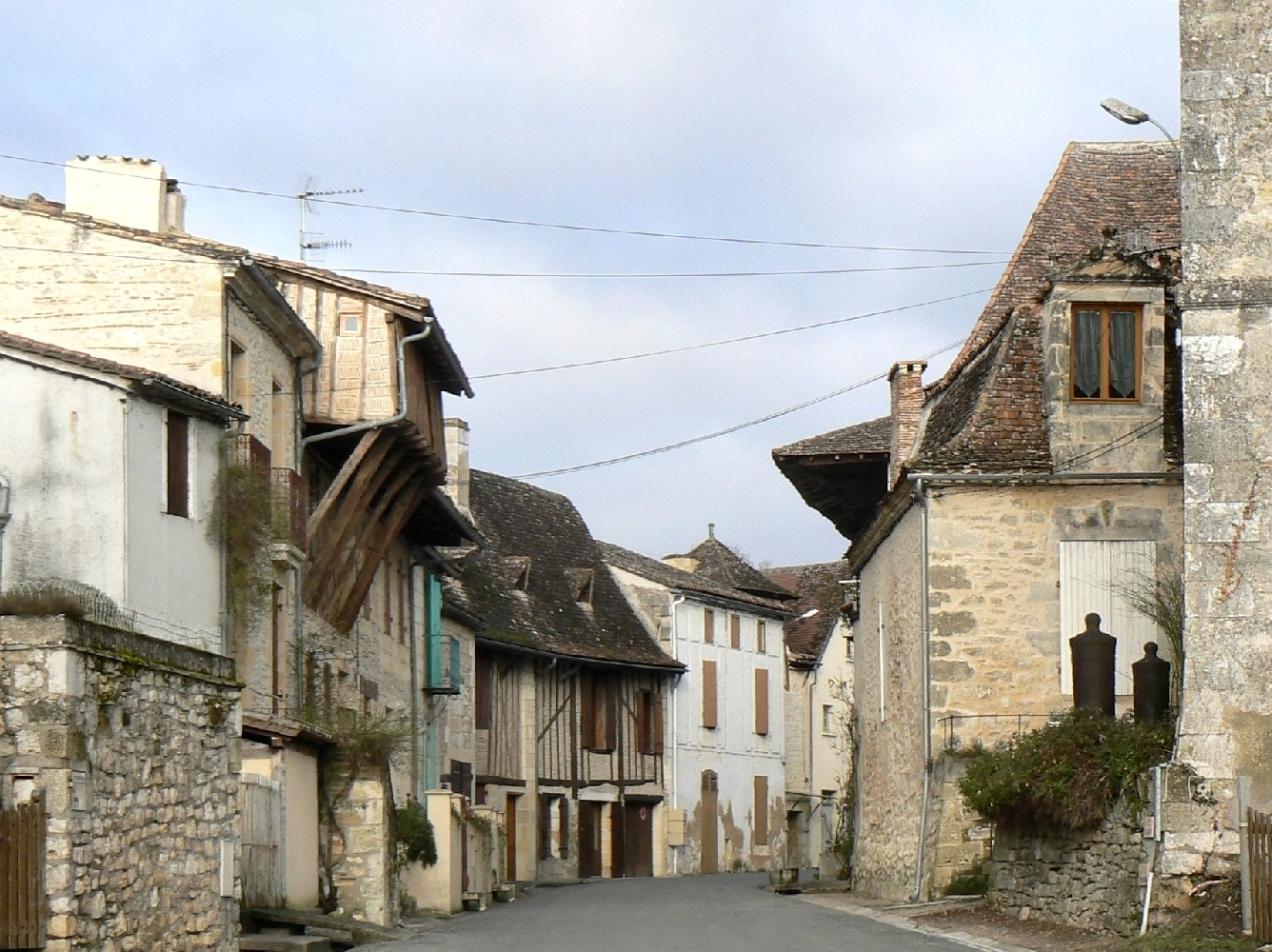
La rue du Port, une des plus anciennes du Fleix.
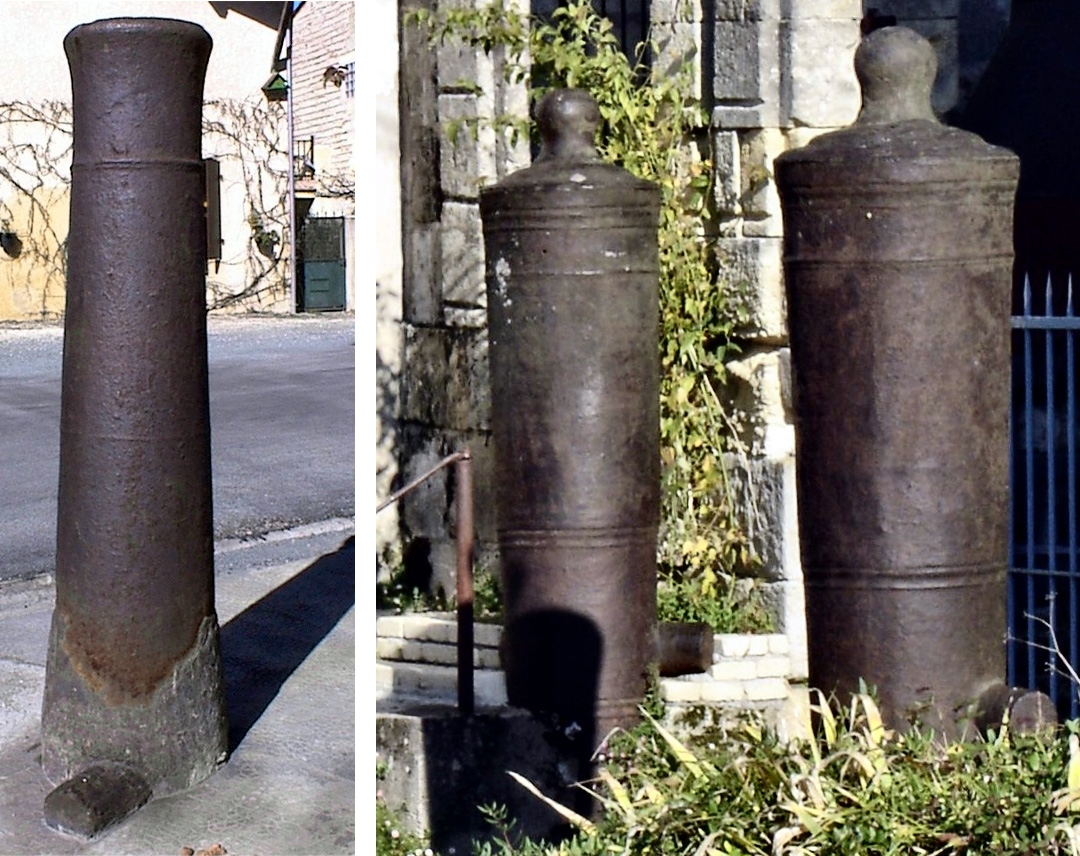
Les canons de marine (type 1703) de la rue du Port.
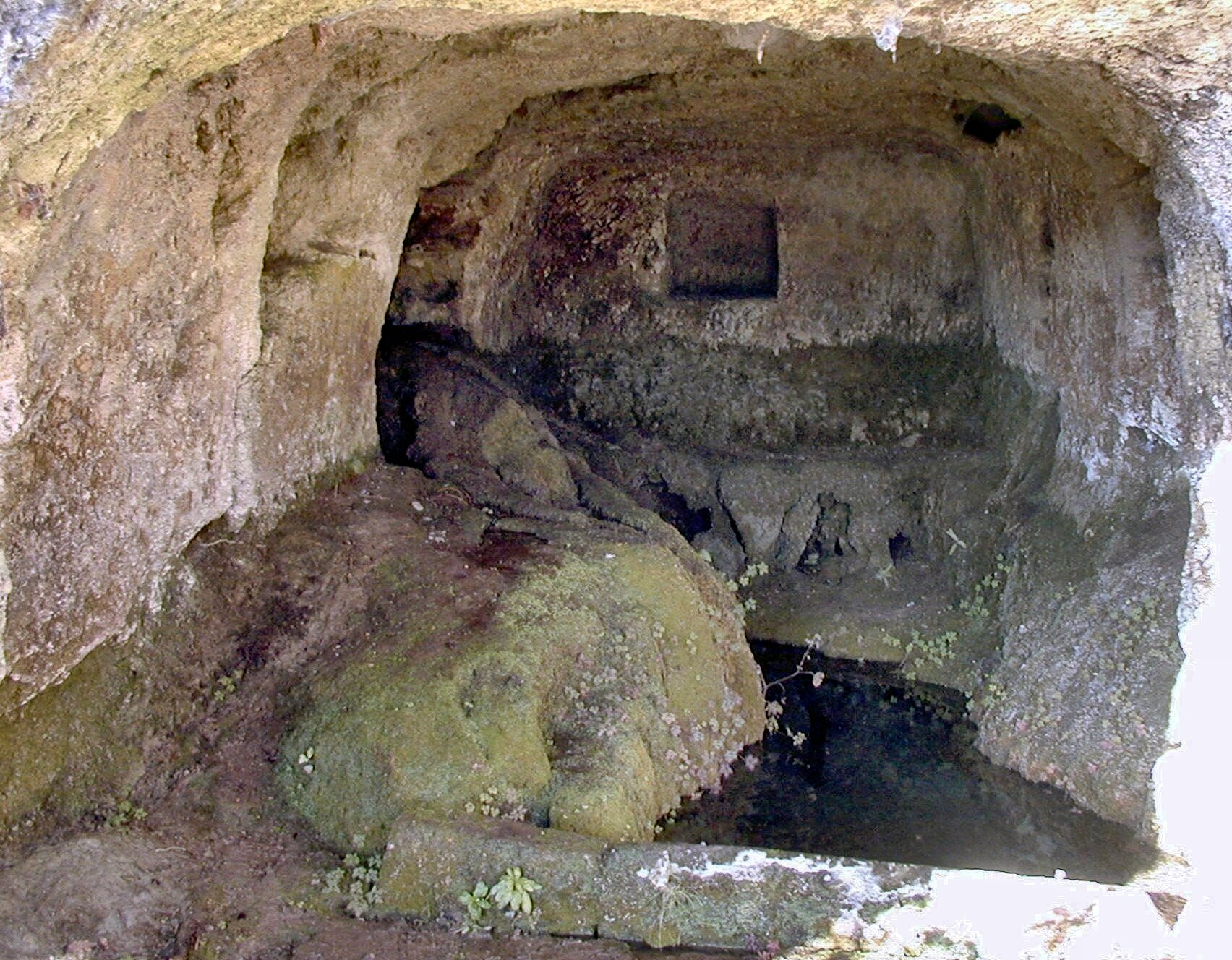
Le Toron : grotte aménagée peut-être pour un antique culte des eaux.
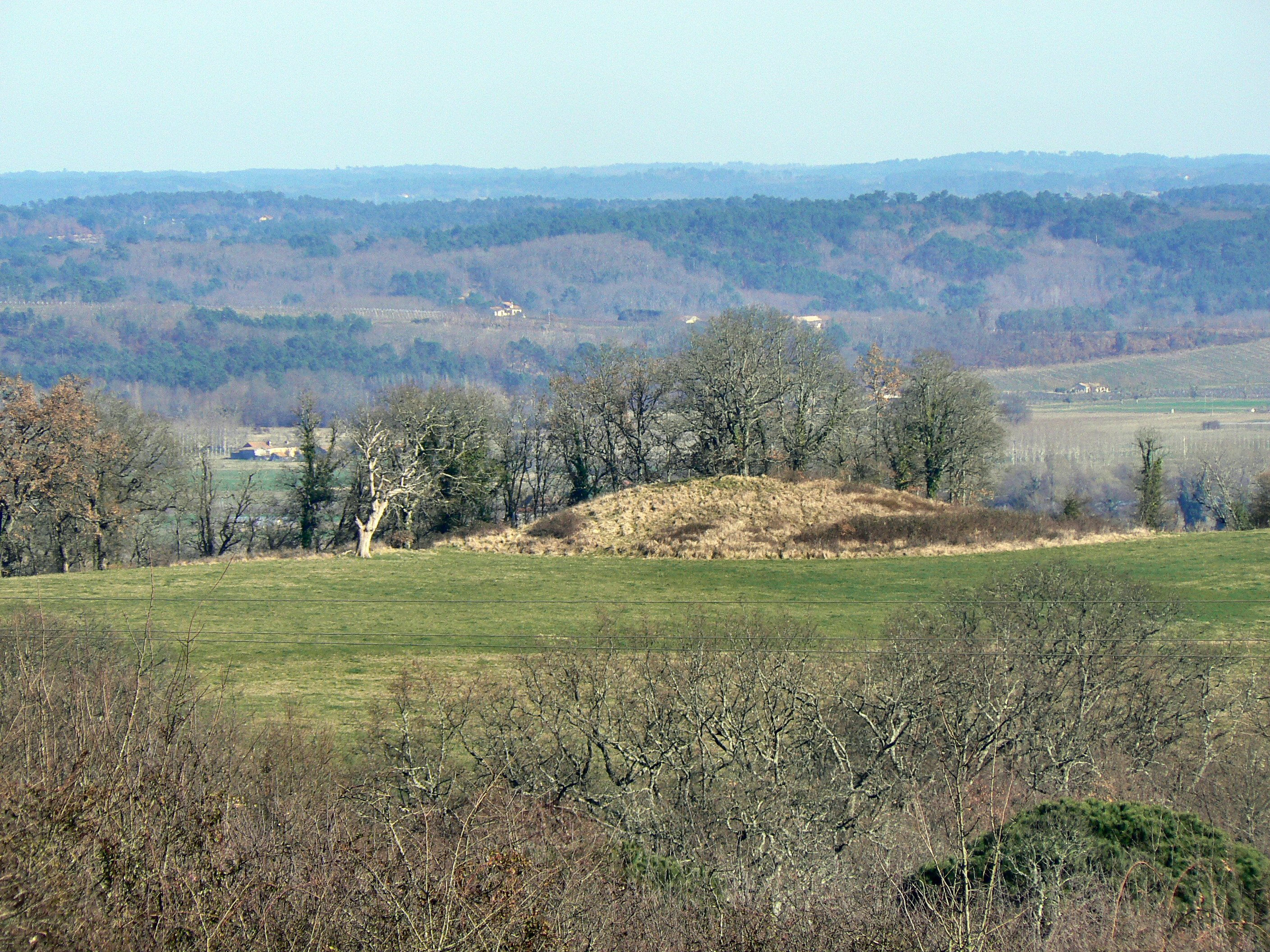
Le tumulus de Malivert, estimé à l’âge du fer lors des fouilles du XIXe siècle.
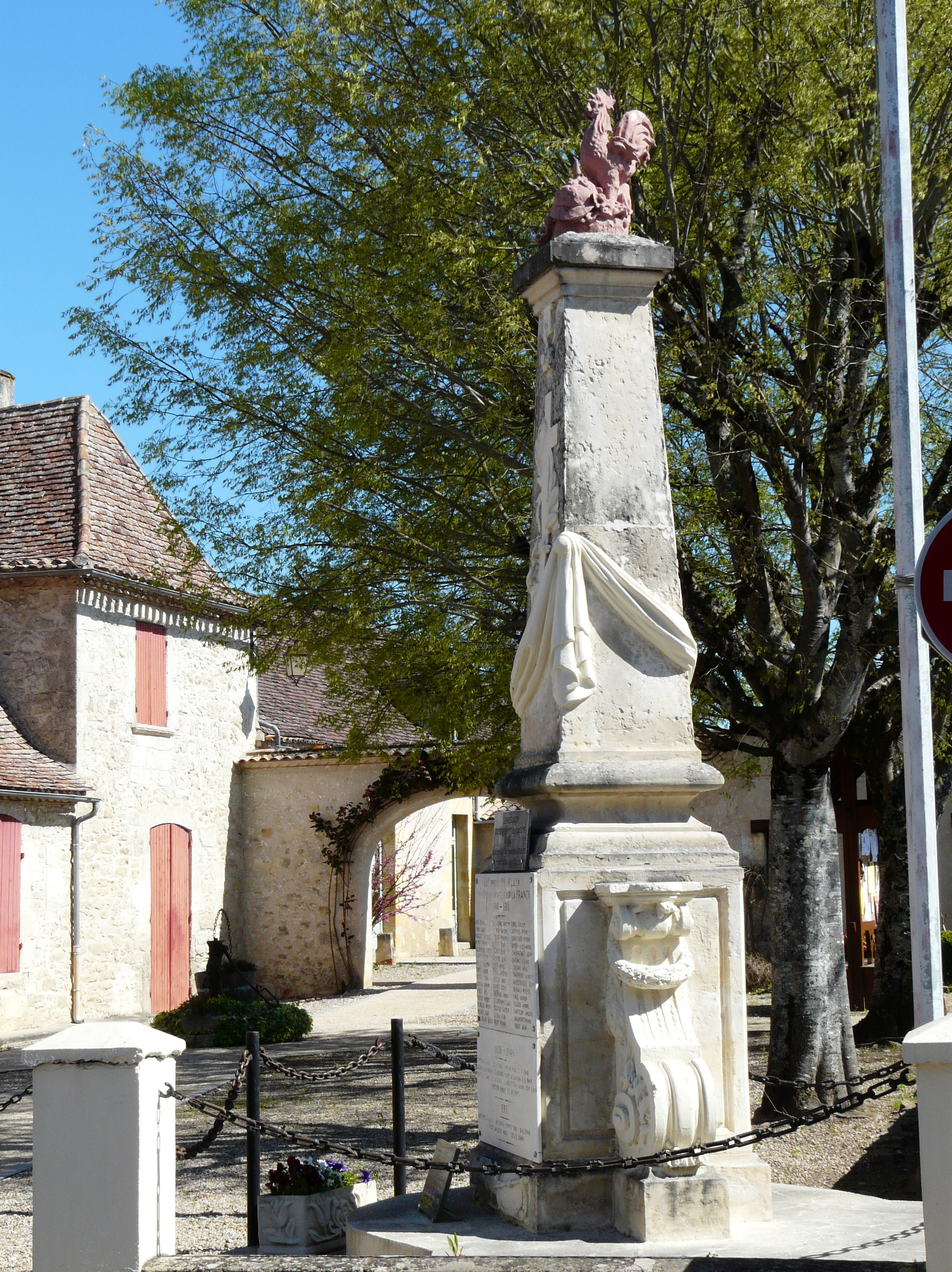
Le monument aux morts.

### Personnalités liées à la commune

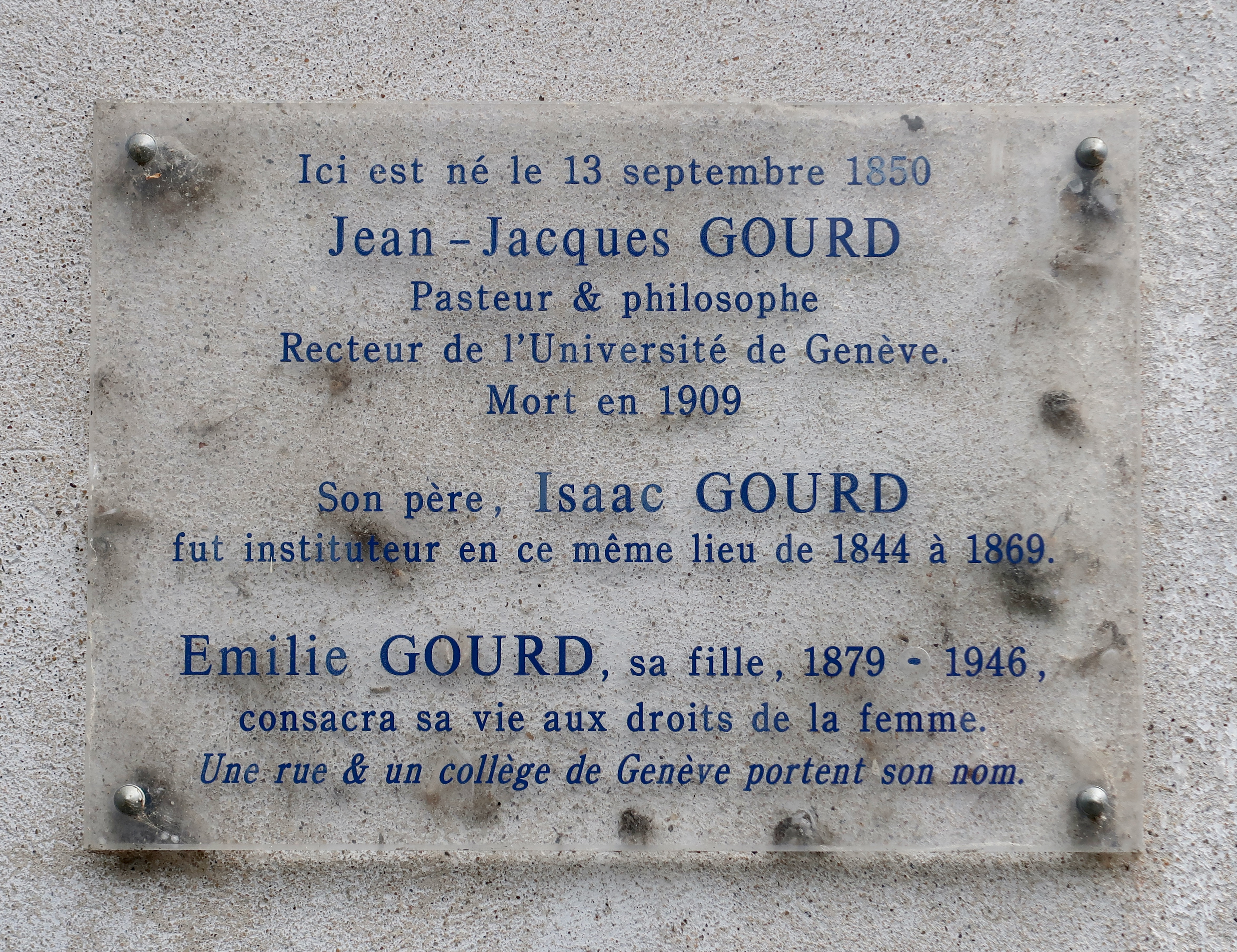
Plaque en hommage à Jean-Jacques Gourd, Isaac Gourd et Émilie Gourd.

- Jean-Jacques Gourd (1850-1909), pasteur et philosophe, recteur de l'université de Genève, est né au Fleix. Son père Isaac Gourd fut instituteur dans cette commune de 1844 à 1869. La fille de Jean-Jacques Gourd est la féministe Émilie Gourd (1879-1946). Une plaque commémorative leur rend hommage rue de la Passagère, au croisement avec la rue du Port-et-des-Canons.
- Jacques Reclus (1796-1882), né au Fleix, est un pasteur protestant.
- Marie Médard (1921-2013), bibliothécaire et résistante française, a passé son enfance au Fleix, où son père était pasteur protestant.

### Distinctions culturelles
Le Fleix fait partie des communes ayant reçu l’étoile verte espérantiste, distinction remise aux maires de communes recensant des locuteurs de la langue construite espéranto.

### Héraldique
| Blason | Blasonnement : D'or à la croix de sable chargée de cinq coquilles d'argent, et aux deuxième et troisième quartiers de sinople à un chevron diminué d'argent, surmonté d'un pont à quatre arches de même. Commentaires : Le conseil municipal a adopté les armoiries du Fleix le 20 juin 1997. Le chevron symbolise la courbure de la Dordogne à l'endroit où se trouve Le Fleix, le pont représente le viaduc du Mignon. D'or à la croix de sable chargée de cinq coquilles d'argent est le blason de Jean Ier de Grailly, avec l'accord de sa famille. |

## Pour approfondir